# Гарибальди, Джузеппе
Джузе́ппе Гариба́льди (итал. Giuseppe Garibaldi; 4 июля 1807, Ницца — 2 июня 1882, остров Капрера) — итальянский военачальник, революционер и политический деятель. Один из лидеров Рисорджименто. Национальный герой Италии. Писатель, мемуарист.

## Молодость
Родился в Ницце 4 июля 1807 года в семье Доменико Гарибальди (1766—1841), капитана и владельца небольшого торгового судна — тартаны «Санта-Репарата».

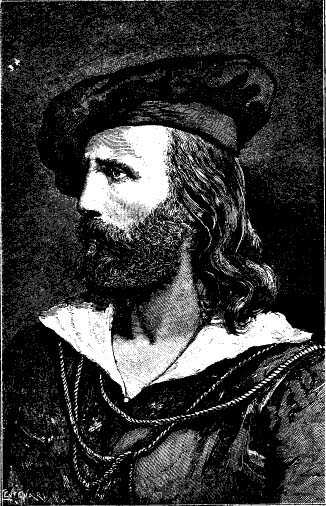
Гарибальди во время службы на флоте

Первыми учителями Джузеппе стали два священника, выбранные его матерью Марией Розой Николеттой Раймонди (1776—1852), надеявшейся постепенно подготовить его к поступлению в духовную семинарию. Но он мечтал о дальних странствиях и вовсе не думал стать священником. Впоследствии Гарибальди отрицательно отзывался о распространённом во времена его детства в Италии обычае доверять начальное образование детей духовенству. Намного больше по душе ему пришёлся третий учитель, синьор Арена, который обучал его итальянскому языку, письму и математике. Некоторое время Джузеппе посещал школу, где ему не слишком нравилось. Он так и не получил систематического образования, но за счёт природного таланта, постоянного расширения кругозора и самостоятельных занятий сумел достичь многого. Его «Мемуары» свидетельствуют о знакомстве автора с творчеством Данте, Петрарки, Макиавелли, знании им истории Италии, битв и военных кампаний Ганнибала, Сципиона, Наполеона. В зрелые годы он зачитывался романами Вальтера Скотта, увлекался стихами Байрона, декламировал наизусть целые главы из «Илиады» Гомера, «Божественной комедии» Данте, «Освобожденного Иерусалима» Торквато Тассо. Помимо родного итальянского и столь же доступного с детства французского, знал английский и испанский языки, в молодости пытался изучать греческий и латынь, пробовал писать стихи.
С 15 лет служит моряком на торговых судах в Средиземном и Чёрном морях. 27 февраля 1832 года в морском реестре Ниццы Джузеппе Гарибальди записан капитаном торгового флота.

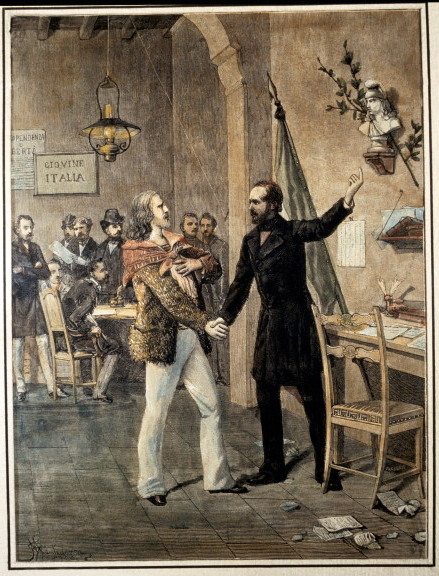
Первая встреча Гарибальди и Джузеппе Мадзини в 1833 году в Марселе

В апреле 1833 года шхуна Гарибальди «Клоринда» зашла в Таганрог, где он познакомился с политическим эмигрантом Джованни Баттиста Кунео и вступил в тайное общество «Молодая Италия», которое ставило своими целями освобождение Италии от австрийского владычества, объединение страны и установление республики.
После неудачного вторжения в Савойю, организованного «Молодой Италией», в феврале 1834 года Гарибальди попытался поднять восстание в Генуе. После провала заговора под именем Джузеппе Пане бежал в Ниццу, а затем во Францию, в Марсель. По пути едва не был арестован. Заочно был приговорён к смертной казни.
В мае-июне 1835 года он был уже в Тунисе, и позже, по некоторым данным, состоял на службе у тунисского бея. После возвращения в Марсель во время эпидемии холеры добровольно работал санитаром в одной из больниц.

## Южноамериканский период

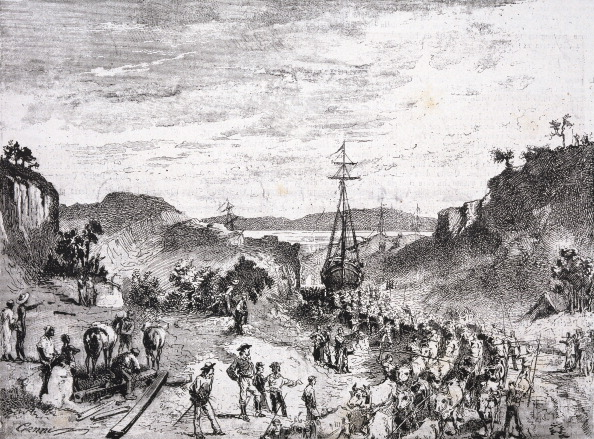
Гарибальди и его люди перетаскивают корабли волоком во время войны Фаррапус

8 сентября 1835 года нанялся на бриг «Мореплаватель», который направлялся в Южную Америку. В начале 1836 года прибыл в Рио-де-Жанейро. Был принят в небольшую итальянскую общину, члены которой являлись участниками «Молодой Италии».
С 1837 года Гарибальди участвовал в войне за независимость Республики Риу-Гранди против Бразильской империи. Став капитаном каперского корабля, 7 мая он начал действовать на морских коммуникациях Бразилии. Первый корабль он захватил уже 11 мая. 15 июня он был ранен в бою с уругвайским кораблём. Вскоре Гарибальди был арестован в аргентинском речном порту Гуалегуай и полгода находился под домашним арестом. После неудачного побега он подвергся пытке, два месяца содержался в тюрьме города Бахада, был освобождён в феврале 1838 года.
В мае 1838 года в городе Пиратини встречается с президентом Республики Риу-Гранди Бенту Гонсалвисом, который назначил его адмиралом флота — командующего всеми военно-морскими силами республики, которые представляли собой небольшую  каперскую флотилию. В 1839 году, в качестве командующего флотилией Риу-Гранди, участвовал в походе в бразильскую провинцию Санта-Катарина, где в городе Лагуна, была провозглашена Республика Жулиана. Здесь он знакомится с Анитой Рибейру. В октябре 1839 года она присоединилась к Гарибальди и в следующем месяце лично участвует в сражениях. Осенью, при отступлении из Санта-Катарины, Гарибальди вынужден был уничтожить свою флотилию, чтобы не допустить её захвата бразильским флотом.
В 1841 году Гарибальди и Анита переехали в столицу Уругвая Монтевидео, где 26 марта 1842 года состоялась их свадьба. В Монтевидео Гарибальди первоначально занимался торговлей, затем стал учителем.
С 1842 года участвует в гражданской войне на стороне либеральной коалиции уругвайских «колорадос» и аргентинских «унитариос», при поддержке Великобритании и Франции, против коалиции консерваторов — уругвайских «бланкос», сторонников бывшего уругвайского президента Мануэля Орибе, и аргентинских «федералистов» каудильо Хуана де Росаса. По предложению президента Уругвая Фруктуосо Риверы, Гарибальди принял командование над уругвайским флотом — фактически небольшой каперской флотилией, которую он вынужден был уничтожить, чтобы не допустить её захвата аргентинским флотом. В 1843 году сформировал Итальянский легион, во главе которого успешно действовал при обороне Монтевидео и в сражении при Сан-Антонио (8 февраля 1846 года). Униформой легионеров стали красные рубахи, самих их называли «краснорубашечники». Эта форма и прозвище закрепятся за солдатами Гарибальди и в последующих кампаниях.

Судьба родины продолжала волновать Гарибальди. Избрание в 1846 году либерально настроенного папы римского Пия IX стало сенсацией для итальянских патриотов — и в Италии, и в эмиграции. Когда весть о первых папских реформах достигла Монтевидео, Гарибальди направил ему 12 октября 1847 года следующее письмо:
Если эти руки, так привыкшие к битве, будут полезны Его Святейшеству, мы готовы, c огромной признательностью, посвятить их службе тому, кто наиболее этого заслужил, а также Церкви и Родине.

## Итальянская революция 1848—1849 годов и её поражение

### Австро-итальянская война
Вести о восстании в Палермо 12 января 1848 года, распространении революции по всей Италии и начале войны Сардинского королевства с Австрийской империей вдохновили Гарибальди, и он, вместе с Анитой и тремя их детьми, а также 54 легионерами отправился на родину. Накануне отъезда он написал своему другу Джакомо Медичи, что основная цель его возвращения… 
...не идти против новых течений в политике правительства, а поддержать его во всех хороших начинаниях и действовать вместе с ним в войне против австрийцев.
24 июня 1848 года Гарибальди прибыл в Ниццу. Затем он отправился в Милан, где впервые встречается с Мадзини. 4 июля Гарибальди встречается с сардинским королём Карлом Альбертом, который поручил ему формировать корпус волонтёров. Но к этому времени национально-освободительное движение пошло на спад. Сардинская армия 26 июля была разбита при Кустоцце. Карл Альберт и папа Пий IX, напуганные размахом революций в Европе и в самой Италии, начали отходить от либеральных идей.
С полуторатысячным отрядом Гарибальди выступил на Бергамо, в окрестностях которого планировал вести партизанские действия против австрийцев. Но получил приказ вернуться в Милан и, вместе с армией, защищать город от войск австрийского фельдмаршала Радецкого. Во время возвращения Гарибальди узнал о капитуляции Милана, (6 августа) и заключении австро-сардинского перемирия (9 августа), но решил продолжать борьбу. 15 августа вступил в бой с австрийцами при Луино и захватил на озере Лаго-Маджоре несколько австрийских судов, образовав из них флотилию с целью действовать на сообщениях австрийцев. Радецкий направил против Гарибальди корпус фельдмаршал-лейтенанта д’Аспре. Под натиском превосходящих сил противника Гарибальди и его волонтёры 27 августа перешли границу Швейцарии.

### Римская республика
Из Швейцарии осенью 1848 года Гарибальди отправился в Геную, а затем вернулся в Ниццу, где сформировал второй Итальянский легион, численностью в 400 человек. В это время произошёл очередной поворот в мировоззрении Гарибальди. Он отошёл от официального политического курса Сардинского королевства и отказался от своей поддержки политики короля Карла Альберта:
Я теперь буду воевать не за Карла Альберта, но за Итальянскую республику, за итальянскую нацию.

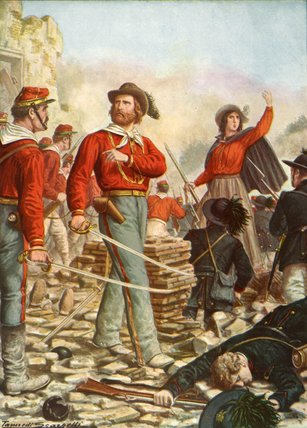
Скарпелли, Танкреди. Джузеппе и Анита Гарибальди во время обороны Рима. Иллюстрация к «Истории Италии» Паоло Джудици (1929—1932 годы).

21 декабря 1848 года Гарибальди со своим Легионом прибыл в Рим, откуда 24 ноября, из-за начавшегося 16 ноября восстания, бежал папа Пий IX. Гарибальди был избран в римское Национальное собрание, на первом заседании которого 5 февраля 1849 года предложил провозгласить республику. 9 февраля территория Папской области была объявлена Римской республикой. 29 марта новое государство возглавил триумвират Джузеппе Мадзини, Аурелио Саффи и Карло Армеллини.
25 апреля 1849 года в портовом городе Чивитавеккья высадились посланные в помощь папе французские экспедиционные войска численностью в 4,3 тысяч человек под командованием дивизионного генерала Удино. 27 апреля французы подошли к Риму и начали его обстрел. С юга республике угрожала армия короля Обеих Сицилий Фердинанда II, с севера — австрийская армия фельдмаршала Радецкого.
30 апреля Удино предпринял штурм Рима. Гарибальди сумел отразить штурм и заставил Удино отступить. Потери французов составили 500 человек убитыми и ранеными. Гарнизон Рима в этом бою потерял 200 человек.
9 мая Гарибальди предпринял вылазку и нанёс поражение неаполитанскому генералу Фердинандо Ланца при Палестрине. 19 мая одержал победу над Фердинандом II при Веллетри. Гарибальди планировал вторжение на территорию Королевства обеих Сицилий. Но его план не был принят Мадзини, главнокомандующим войсками Римской республики генералом Пьетро Роселли и военным министром Джузеппе Авецана.

В это время появились первые разногласия между Гарибальди и Мадзини. Мадзини придерживался осторожной, умеренной политики, Гарибальди же выступал за установление диктатуры, полагая, что только она могла спасти тяжёлое положение Римской республики и помочь разбить наступающих интервентов, которые пришли защитить власть папы. В «Мемуарах» он писал об этих событиях:
Видя, как относились к тому, что было делом нации, понимая, что катастрофа неизбежна, я потребовал установления диктатуры; я требовал права на диктатуру, как в некоторых случаях моей жизни требовал, чтобы мне доверили руль корабля, когда буря несла его на рифы.
У Гарибальди были разногласия с Мадзини и по военным вопросам: Гарибальди требовал вооружить крестьян и не ограничиваться только обороной Рима, а организовать партизанское движение в тылу противника; Мадзини стягивал все вооружённые силы республики на оборону Рима, оставив без защиты границы государства, и был против вооружения крестьян, опасаясь самовольных конфискаций земель.
3 июня Удино, получив подкрепления, вновь подошёл к Риму и начал его осаду. Во время штурма 2 июля французские войска взяли ключевые оборонительные укрепления, создав угрозу захвата города. Национальное собрание сочло невозможным дальнейшую оборону и предложило новому руководству (Мадзини ещё 1 июля вместе с товарищами сложил с себя полномочия и эмигрировал в Великобританию), вступить в переговоры с Удино о капитуляции. 3 июля французские войска вошли в Рим. 4 июля Национальное собрание объявило о передаче власти папе Пию IX.

### Поход в Венецию

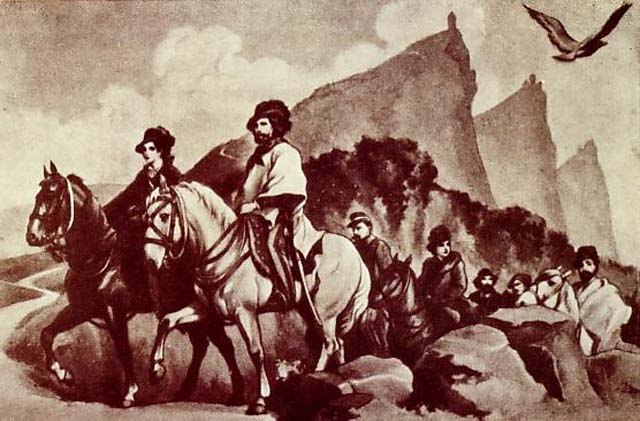
Отступление Джузеппе и Аниты Гарибальди из Рима

Гарибальди решил продолжать борьбу. Вместе с Анитой, 26 июня прибывшей к нему из Ниццы, через территорию занятую австрийскими и французскими войсками, и отрядом волонтёров численностью в 4,5 тысячи человек, он направился в Тоскану, но, не встретив там поддержки населения, выступил в поход на север, пытаясь добраться до Венеции, где в 1848 году была провозглашена Республика Сан-Марко, которая всё ещё продолжала оказывать сопротивление австрийцам.

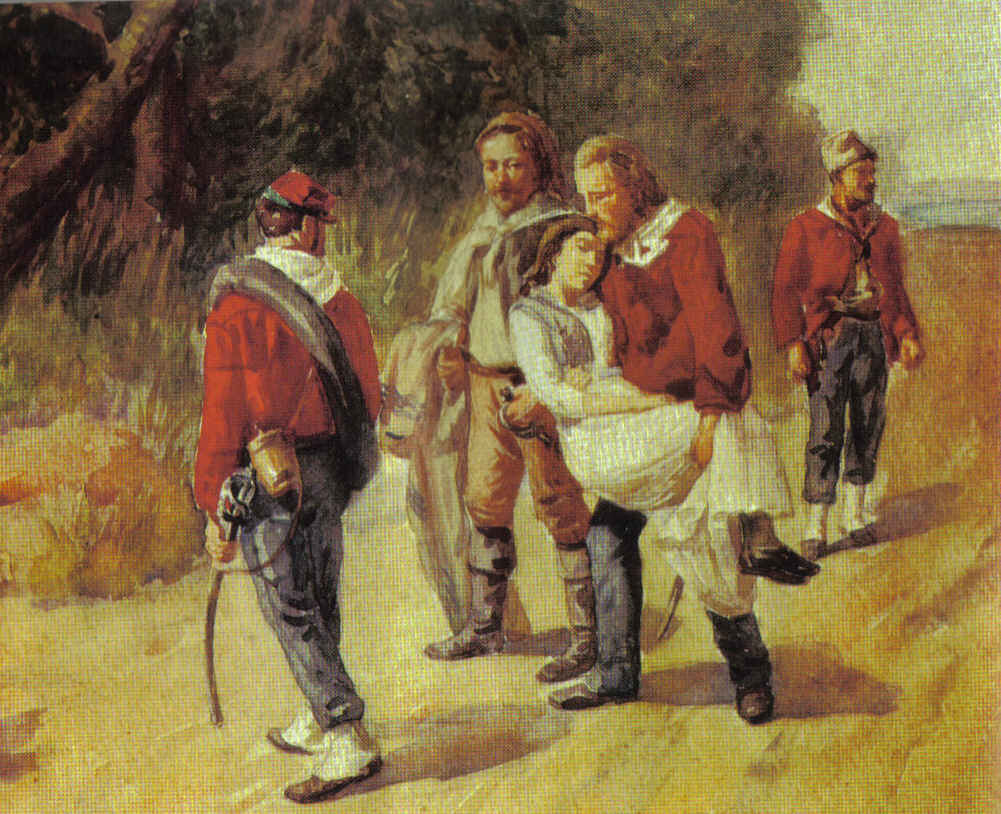
Смерть Аниты Гарибальди

Преследуемый австрийскими войсками под командованием фельдцейхмейстера д’Аспре, неся потери, отряд Гарибальди 31 июля добрался до республики Сан-Марино, где волонтёрам было предоставлено убежище. Власти республики обратились к австрийскому командованию с просьбой о предоставлении революционерам амнистии, эта просьба осталась без ответа. Не доверяя ни австрийцам, ни властям Сан-Марино, Гарибальди с 250 добровольцами в тот же день покидает территорию республики и к вечеру достигает реки Рубикон. Оставшиеся в Сан-Марино волонтёры были разоружены, а затем отпущены на свободу.
1 августа в порту Чезенатико волонтёры разоружили австрийский гарнизон и захватили 13 рыбацких лодок, на которых 2 августа отплыли в Венецию. В ночь на 3 августа под Комаккьо флотилия Гарибальди попала под обстрел австрийских военных кораблей, бригантины «Орест» и двух шхун. 162 волонтёра, в том числе 11 офицеров, на 8 лодках были вынуждены сдаться австрийцам. Уцелевшие волонтёры во главе с Гарибальди на 5 лодках сумели достичь берега в районе между Волано и Магнаваккой.
4 августа на ферме около Равенны умерла от малярии беременная Анита. 22 августа пала Республика Сан-Марко в Венеции. Революция в Италии потерпела окончательное поражение. Узнав о падении Венеции, Гарибальди с большим трудом пробился на территорию Сардинского королевства, где в сентябре был арестован и выслан из страны.

## После революции
Оставив детей на попечении матери в Ницце, Гарибальди отправился в Тунис. Затем, непродолжительное время, жил на острове Ла Маддалена, в Танжере (Марокко) и Гибралтаре. В 1850 году переехал в США.
В Нью-Йорке он нашёл приют у своего друга Антонио Меуччи — итальянского изобретателя, создавшего свою конструкцию телефонного аппарата задолго до Александра Белла. Гарибальди гостил у Меуччи до апреля 1851 года и трудился на его свечной фабрике. Затем стал капитаном торговых кораблей. Посетил Перу, Китай, Австралию, Новую Зеландию, Великобританию, где в 1856 году познакомился с Герценом.

После поражения революции, сторонники объединения и независимости Италии составляли заговоры и продолжали активную, но порой бессмысленную борьбу. 6 февраля 1853 года Джузеппе Мадзини организовал неудачное восстание в Милане, что привело к очередным репрессиям. В марте того же года Мадзини создал революционную «Партию действия», которая должна была повести за собой массы. Гарибальди открыто заявлял, что не одобряет эти обреченные на провал попытки к восстанию. В одном из писем к своему другу Джованни Баттиста Кунео он объяснял свою временную пассивность:
Если я не рискую собой, то только потому, что не вижу никакой надежды на успех.
В 1854 году Гарибальди вернулся на родину. 29 декабря 1855 года купил земельный участок на небольшом острове Капрера, у северного побережья Сардинии. Получив наследство умершего брата Феличе (1813—1855) и присовокупив к нему собственные небольшие средства, он создал на Капрере небольшое поместье. Со временем весь остров стал его владением.

## Объединение Италии

### Австро-итало-французская война
К 1858 году в Италии начался новый подъём национально-освободительного движения. Было популярным стремление к войне против Австрии. Председатель Совета министров Сардинского королевства граф Кавур готовил почву для предстоящей войны за объединение Италии. 21 июля было заключено тайное Пломбьерское соглашение с французским императором Наполеоном III, по которому Франция обещала свою поддержку Сардинии в обмен на Ниццу и Савойю. Одновременно, Кавур стремился привлечь на свою сторону либерально настроенную интеллигенцию и республиканцев. Для этих целей блестяще подходил Гарибальди. Кавур пригласил его к себе и предложил ему вербовать волонтёрские отряды для участия в предстоящих военных действиях, несмотря на решительное отвращение, которое Наполеон III питал к Гарибальди и его волонтёрам.

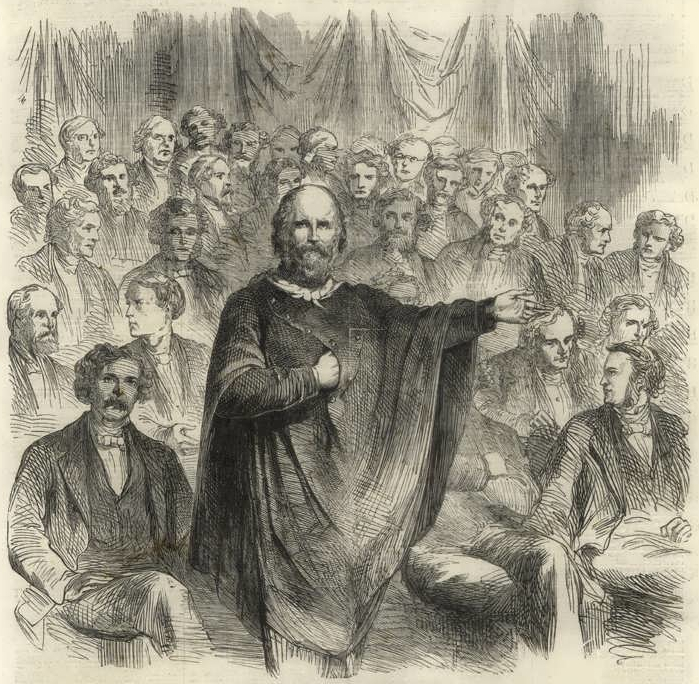
Гарибальди произносит в парламенте речь против Кавура. Турин, 18 апреля 1861 года

Гарибальди получил чин генерал-майора сардинской армии и был назначен командующим 3-тысячного добровольческого корпуса «альпийских охотников». Не дожидаясь начала наступления сардинских и французских войск, 25 мая 1859 года Гарибальди со своими волонтёрами форсировал реку Тичино. 26 мая была одержана победа при Варезе, 27 мая — при Сан-Фермо. «Альпийские охотники» заняли Лекку, Бергамо и Брешию. Затем Гарибальди получил приказ наступать на Лонато, где, по данным штаба сардинского короля Виктора Эммануила II, должна была располагаться ставка австрийского императора Франца Иосифа. Гарибальди было обещано подкрепление. Но вскоре приказ о наступлении на Лонато и отправке подкрепления к Гарибальди был отменён. Самого Гарибальди, однако, об отмене наступления не предупредили. 15 июня «альпийские охотники» неудачно атаковали позиции австрийцев при Трепонти. Карл Маркс и Николай Чернышевский полагали, что успехи Гарибальди встревожили Наполеона III, Виктора Эммануила II и графа Кавура, и поэтому Гарибальди был послан на заведомую гибель. Сам Гарибальди писал в «Мемуарах»:
Было ли известно, что верховная ставка императора Австрии находилась в Лонато, центре 200-тысячной армии? А если знали, то зачем послали меня с 1,8 тысячей человек в Лонато? Предположение, что не знали, малолестно для Генерального штаба короля Сардинии, которого если и можно было бы в чем-нибудь обвинить, но только не в недостатке разведчиков. Зачем мне было обещано прислать два полка конницы и одну батарею, во имя защиты которых моя небольшая бригада едва избежала уничтожения, меж тем никакой конницы и артиллерии не только не прислали, о них вообще никто ничего не слышал. Значит это была западня, чтобы погубить горсть храбрецов, действовавших на нервы некоторым стоящим у власти воякам!
Но поражение Гарибальди при Трепонти не повлияло на ход боевых действий на участке фронта, где действовали «альпийские охотники». Вскоре австрийские войска были вынуждены оставить левый берег озера Гарда.
В результате австро-итало-французской войны Милан и Ломбардия были присоединены к Сардинскому королевству. По условиям Туринского договора от 24 марта 1860 года к Франции отошли Савойя и Ницца — родной город Гарибальди.
В начале 1860 года Гарибальди, явившийся на заседании парламента в качестве депутата от Ниццы, произнёс речь против Кавура, обвиняя его в том, что последний сделал его иностранцем для Италии, и отказался от должности депутата и чина генерал-майора, после чего вернулся на Капреру.

### Экспедиция Тысячи

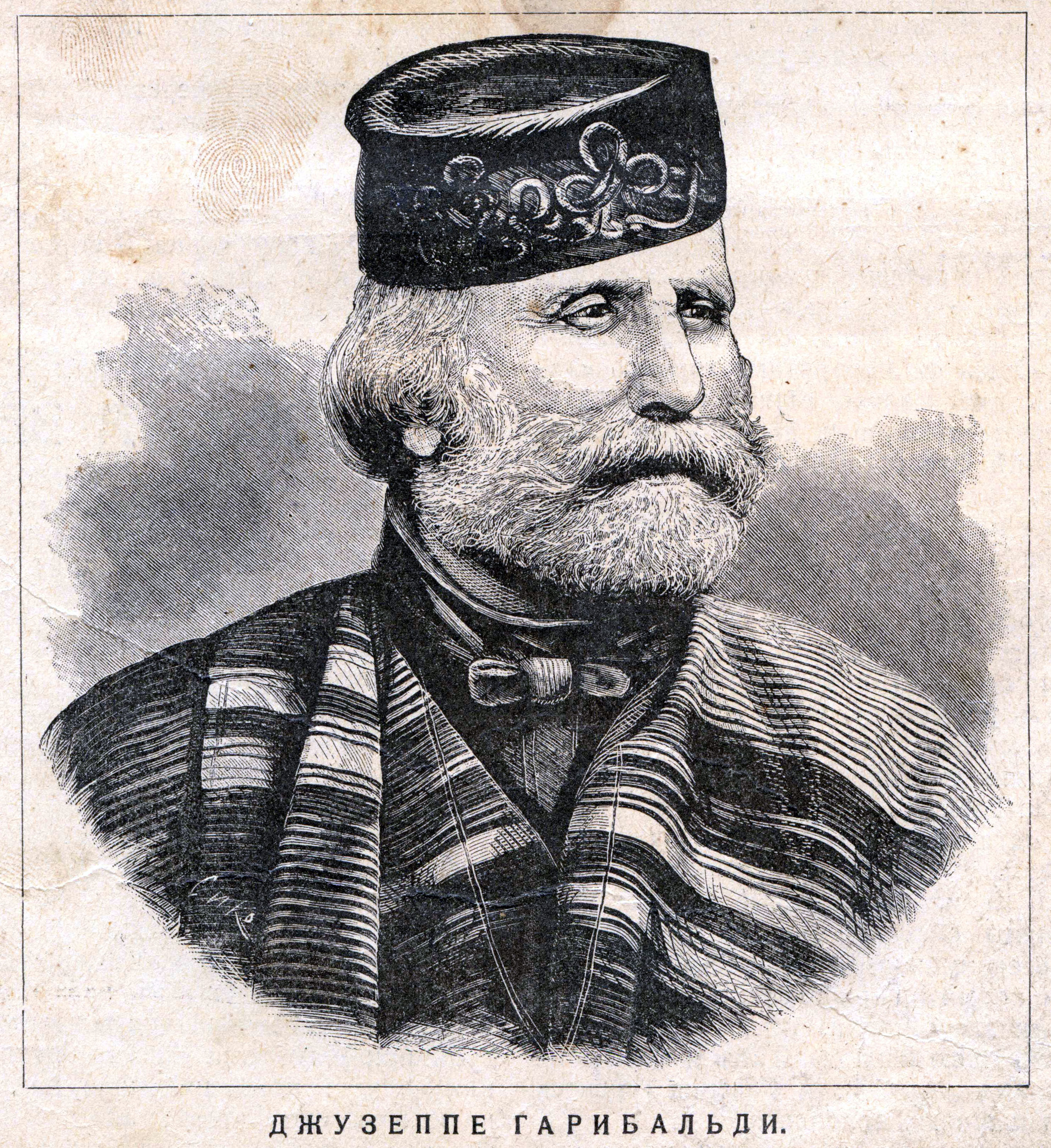
Джузеппе Гарибальди. Гравюра к статье А. Евгеньева «В гостях у Гарибальди» из журнала «Природа и люди», № 36 от 9 июля 1915 года.

3 апреля 1860 года в районе столицы Сицилии Палермо вспыхнуло восстание, которое начало распространяться на другие районы Сицилии, а затем и на остальную территорию Королевства обеих Сицилий. Гарибальди и его волонтёры захватили в генуэзском порту пароходы «Пьемонт» и «Ломбардия», и в ночь с 5 на 6 мая направились, для помощи восставшим, к берегам Сицилии. Чтобы не дать обвинить себя в неподчинении власти, Гарибальди выступал от имени сардинского короля Виктора Эммануила II и под флагом Сардинского королевства, фраза «Италия и Виктор Эммануил» стала лозунгом волонтёров. Председатель Совета министров Королевства Сардинии Кавур, в ответ на запрос британского правительства, так сформулировал свою позицию в отношении похода Гарибальди:
Правительство короля сожалеет об этом предприятии: оно не может ему помешать, но и не помогает ему; оно не может также с ним бороться.
11 мая Гарибальди, заручившись поддержкой влиятельных сицилийцев, оппозиционно настроенных к королю Обеих Сицилий Франциску II, в частности Франческо Криспи, и британского флота, с отрядом добровольцев численностью 1089 человек высадился в порту Марсала, на западе Сицилии. К нему начали примыкать местные повстанцы.

15 мая «тысяча», численность которой увеличилась до 1,5 тысяч человек, при Калатафими встретилась с 3-тысячным неаполитанским отрядом генерала Франческо Ланди. Во время сражения Гарибальди произнёс знаменитую фразу:
Здесь мы создаём Италию или умираем.
Исход сражения был неопределённым, потери сторон были приблизительно равны. Но после сражения моральный дух неаполитанских войск, и до того невысокий, резко упал, а у гарибальдийцев, наоборот, возрос, поскольку они показали себя решительными и храбрыми солдатами, способными на равных сражаться с регулярными частями противника. Авторитет Гарибальди среди сицилийцев резко увеличился, что привело к постоянному притоку в его отряд местных повстанцев. Вскоре численность отряда революционеров выросла до 1,2 тысяч человек.
27 мая Гарибальди осадил Палермо. Хотя гарнизон города во много раз превышал численность его отряда, участие на стороне Гарибальди народных масс и освобождённых из тюрем заключённых вынудило неаполитанские войска 30 мая сложить оружие. Гарибальди объявил о низложении Франциска II и провозгласил себя диктатором Сицилии.

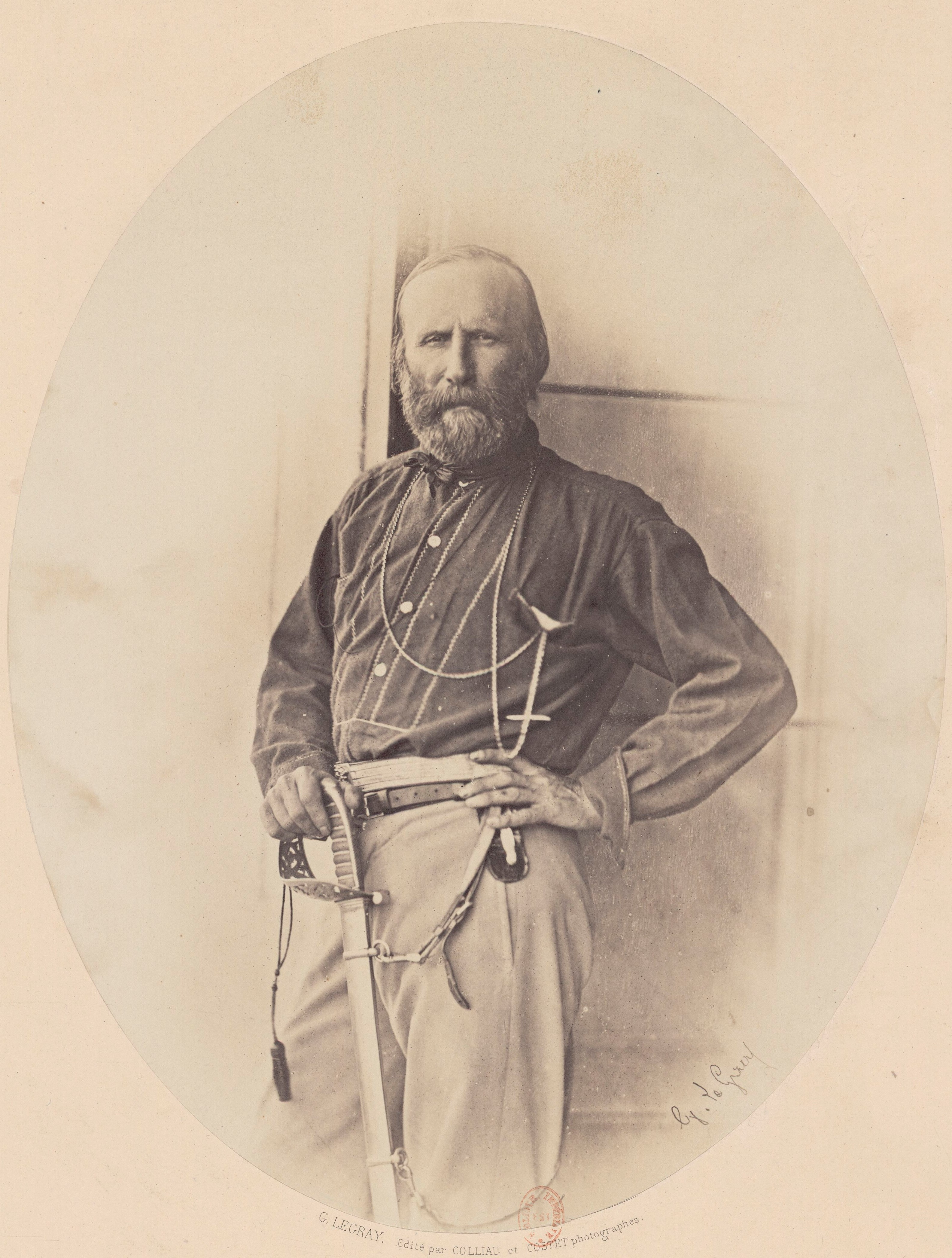
Гарибальди Джузеппе, лето 1860 г.

После сдачи Палермо неаполитанские войска отступили в восточную часть острова, под их контролем оставались лишь Сиракузы, Аугуста, Милаццо и Мессина. 17—24 июля Гарибальди с 6 тысячами волонтёрами разбил в битве при Милаццо 3,4-тысячный отряд полковника Фердинандо Беневентано дель Боско. 27 июля Мессина, за исключением Королевской цитадели, была очищена от неаполитанских войск. 1 августа 1860 года под контроль восставших перешли Сиракузы и Аугуста. Гарибальди, войска которого насчитывали около 20 тысяч человек, овладел всем островом.

В руках Гарибальди оказалось собственное государство, в котором он пытался провести ряд преобразований: освободил политических заключённых, организовывал школы и приюты, раздал часть государственных земель крестьянам. Несмотря на то, что Гарибальди продолжал действовать от имени Виктора Эммануила II, он не спешил передавать Сицилию Сардинскому королевству. По этой причине у него возникали разногласия с представителями Кавура, присланными на Сицилию с целью подготовки присоединения острова к Сардинскому королевству, — Джузеппе Ла Фариной и Агостино Депретисом, которые были вынуждены покинуть Сицилию. Своё нежелание присоединять Сицилию к Сардинскому королевству Гарибальди объяснял так:
Провозглашение единого Итальянского государства и Виктора Эммануила его королём не должно произойти раньше, чем борющийся народ Италии от самой Сицилии не дойдет до Рима, будущей итальянской столицы… немедленное же присоединение южных земель означало бы отделение одной части Италии от другой… Мы хотим видеть Италию единой, а Виктора Эммануила её королём!
19 августа под прикрытием сардинского флота Гарибальди высадился в порту Мелито в Калабрии. 21 августа он одержал победу над генералом Карло Джаллотти при Пьяцца-Дуомо, в районе города Реджо. Оставив свои войска в Салерно, Гарибальди 7 сентября в сопровождении только нескольких офицеров своего штаба прибыл в Неаполь, откуда накануне бежал в Капую король Франциск II. В фортах ещё стоял гарнизон в 8 тысяч человек, но всякая мысль о сопротивлении была оставлена. Гарибальди въехал в Неаполь, под восторженные приветствия горожан. 26 сентября — 2 октября Гарибальди разгромил превосходящую по численности армию генерала Джиозу Риттуччи в битве у реки Вольтурно.
Гарибальди собирался, после окончательного разгрома войск Франциска II, идти на Рим. Но Кавур и Виктор Эммануил II считали, что поход Гарибальди в Папскую область и взятие им Рима могут осложнить международное положение Сардинского королевства, вызвав недовольство французского императора Наполеона III, под особой защитой которого находился папа римский Пий IX. В направлении Неаполя была отправлена регулярная сардинская армия под командованием Виктора Эммануила II и генерала Энрико Чальдини.

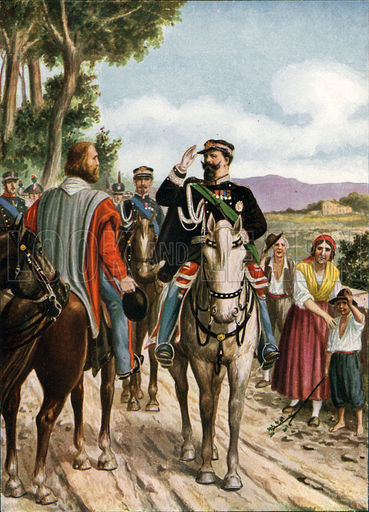
Скарпелли, Танкреди. Встреча Гарибальди и Виктора Эммануила II под Теано в 1861 г. Иллюстрация к «Истории Италии» Паоло Джудици (1929—1932 годы).

21 октября в Королевстве обеих Сицилий, на территориях, находящихся под контролем Гарибальди, были проведены плебисциты, по результатам которых Королевство обеих Сицилий становилось частью Сардинского королевства.
26 октября в Кампании, в районе города Теано состоялась встреча Гарибальди и Виктора Эммануила II. Лидер волонтёров сложил с себя диктаторские полномочия и объявил о передаче власти в Южной Италии сардинскому королю. 7 ноября он сопровождал короля во время въезда в Неаполь. 9 ноября выехал на Капреру.

В начале 1861 года, после объявления о создании единого Итальянского королевства во главе с Виктором Эммануилом II, Гарибальди избран депутатом парламента от Неаполя, но редко присутствовал на заседаниях, объясняя это следующим образом:
Моё место не в парламенте. Я жду, чтобы меня призвала новая опасность.
Вскоре он возвратился на Капреру. Начал писать «Мемуары». Вёл активную переписку со многими известными современниками. 15 апреля 1861 года опубликовал в газете «Право» (итал. Il Diritto) открытое письмо к Герцену, в котором приветствовал поддержку последним польского освободительного движения.

После Экспедиции Тысячи Гарибальди стал известным полководцем в Европе и за её пределами. Президент США Авраам Линкольн, с началом американской гражданской войны, предложил ему пост главнокомандующего армией. Но Гарибальди видел своей первостепенной задачей завершение объединения Италии. Кроме того, итальянский революционер считал, что Линкольн медлил с отменой рабства. Через американского консула он ответил отказом:
Дорогой синьор! К сожалению, я вынужден сообщить, что сейчас не могу ехать в Соединённые Штаты. Я не сомневаюсь в успехе вашего дела. Если, к несчастью, вашему отечеству придётся продолжать войну, я постараюсь преодолеть все препятствия и поспешу на защиту народа, который мне очень дорог.

### Первый поход на Рим
В 1862 году Гарибальди решил предпринять новый поход на Рим. 27 июня он отправляется из Капреры на Сицилию. 19 июля в Марсале состоялась его встреча с ветеранами «Тысячи», во время которой он произносит фразу «Рим или смерть!», ставшую лозунгом его волонтёров. Около 3 тысяч волонтёров изъявило желание последовать за ним. 22 августа Гарибальди высадился в Калабрии.
Но король Виктор Эммануил II, под давлением французского императора Наполеона III, не поддержал начинание Гарибальди, который был объявлен мятежником и против него были направлены регулярные войска. 29 августа у горы Аспромонте волонтёрам преградил путь отряд полковника Паллавичини. Гарибальди не желал воевать против своих и пытался остановить начавшуюся перестрелку, во время которой был тяжело ранен в ногу. Его арестовали. Из госпиталя в Реджо он был отправлен в форт Вариньяно, где находился до октября, когда был амнистирован королевским указом. Знаменитый русский хирург Николай Пирогов спас Гарибальди от ампутации ноги. Во время похода и ареста Гарибальди сопровождал известный итальянский хирург Энрико Альбанезе.

Вернувшись на Капреру, Гарибальди писал, что, предпринимая свой рискованный поход на Рим, он не ожидал ничего хорошего от правительства Ратацци и рассчитывал только на снисхождение Виктора Эммануила II, который не возражал против аналогичных его действий в 1860 году. Но ситуация изменилась, а этого Гарибальди, далёкий от политических интриг, понять не смог. Он перестал поддерживать короля, который… 
...не делает ничего, чтобы завершить объединение страны.

Став председателем Национального Римского комитета, Гарибальди заявил:
Необходимо объединить силы во имя свободы, независимости, цивилизации и прогресса.
В 1864 году посетил Великобританию, где был восторженно встречен как простым народом, так и представителями высших кругов. Он совершил ещё несколько путешествий, но большую часть времени жил на Капрере. Продолжал литературно-публицистическую деятельность: в 1862—1863 годах написал «Автобиографическую поэму» (итал. Poema autobiografico, издана в 1911 году).
Несмотря на возраст и болезни, явившиеся следствием многочисленных ран, полученных в сражениях, он всё так же жаждал действия, будучи готов по первому зову броситься в бой.

### Австро-прусско-итальянская война
Во время австро-прусско-итальянской войны 1866 года итальянские армия и флот терпели поражения от австрийцев. Исключение составил только Гарибальди, назначенный главнокомандующим над добровольческими отрядами «альпийских охотников», численностью в 38 тысяч человек. Первоначальные столкновения с австрийцами шли с переменным успехом и не давали перевеса ни одной из сторон: Монте-Суэлло (3 июля), Вецца-д’Ольо (4 июля), Лодрон (7—10 июля). Воспользовавшись тем, что после поражения 3 июля в битве с пруссаками под Садовой большая часть австрийских войск из Италии была переброшена на защиту Вены, Гарибальди вторгся в Триент. 16 июля одержана победа при Кондино. 18 июля — при Пьеве-ди-Ледро. 19 июля взята крепость Форте-д’Ампола. 21 июля Гарибальди нанёс поражение австрийцам при Бецекке и установил контроль над Триентом. Однако прусский министр-президент Бисмарк воспротивился присоединению Триента и Южного Тироля к Италии. Король Виктор Эммануил II приказал Гарибальди вывести войска. К 10 августа вывод войск был завершён, Гарибальди отправился на Капреру.
В результате австро-прусско-итальянской войны к Италии была присоединена Венеция с территорией на северо-востоке Италии.

### Второй поход на Рим и ссылка

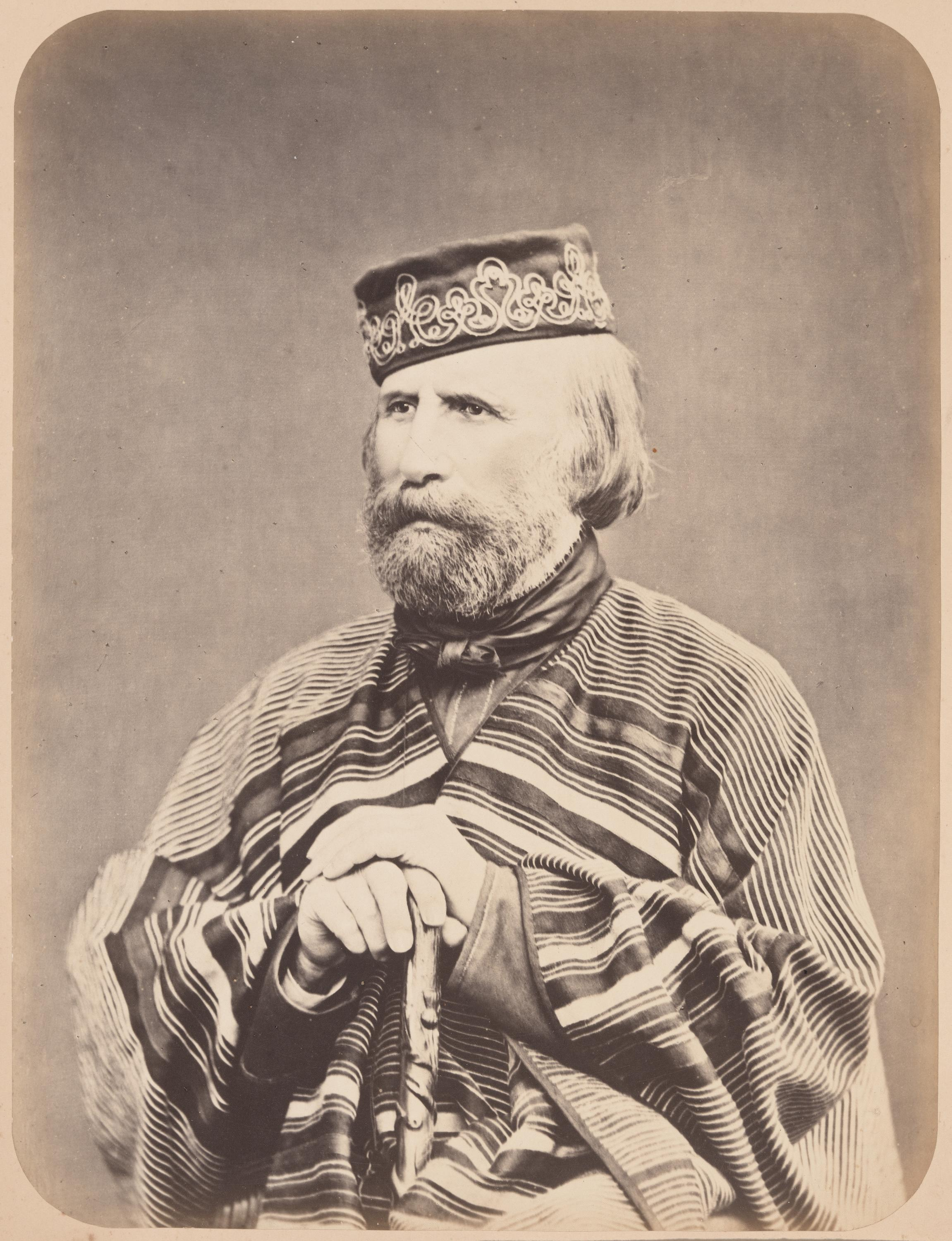
Гарибальди Джузеппе. Фото 1866 года.

15 сентября 1864 года Франция и Италия заключили конвенцию, по условиям которой итальянское правительство обязывалось не нападать на Папскую область и защищать её от всякого нападения извне. Французский гарнизон был выведен из Рима.
В 1867 году Гарибальди предпринимает последнюю попытку взять Рим. В феврале он начинает своё путешествие по Италии, названное им «крестовым походом». Путешествие совпало с предвыборной кампанией для обновления состава парламента. Выступая как один из кандидатов, он заявил о своей ненависти к папе римскому и о необходимости взять Рим. Повсюду его приветствовал народ. В эти, заполненные публичными выступлениями, месяцы окончательно сформировалось его политическое кредо национального героя Италии.
9 сентября он принял участие в Международном конгрессе мира в Женеве, где сначала был восторженно встречен, но затем резкость его антикатолических высказываний вызвала протест, вынудивший Гарибальди уехать.
Вернувшись в Италию, он опубликовал в газетах два обращения с призывами идти на Рим. 24 сентября арестован в городе Синалунга. Через три дня его под конвоем сослали на Капреру.
14 октября Гарибальди бежал из ссылки во Флоренцию, откуда 20 октября, во главе 7 тысяч волонтёров, начал свой последний поход на Рим. 22 октября сочувствующие Гарибальди Джузеппе Монти и Гаэтано Тогнетти заминировали римскую казарму Серристори: в результате взрыва погибло 23 папских зуава и четверо гражданских лиц. 25—26 октября в столкновении у Монтеротондо Гарибальди отбросил небольшой отряд папских войск и вторгся на территорию Папской области, но её население не оказывало волонтёрам никакой помощи.
16 октября французский император Наполеон III принял решение об оказании военной помощи папе римскому. 24 октября в Рим был отправлен 3-тысячный отряд генерала Пьера Луи Шарля де Файи. 28—29 октября французы высадились в порту Чивитавеккья и объединились с 3-тысячным отрядом папских войск генерала Германа Канцлера. 3 ноября в битве при Ментане Гарибальди потерпел поражение.
Распустив свой отряд, он отправился поездом из Орте в Ливорно. Но на вокзале в Фильине-Вальдарно вновь был арестован. 5 ноября — заключён в форт Вариньяно. 25 ноября — сослан на Капреру.
В ссылке написал несколько художественных и публицистических произведений антиклерикального характера. Лучшее из них — роман «Клелиа, или Правительство священников» (итал. Clelia. Il governo del monaco). В 1870 году, через несколько месяцев после выхода в свет в Италии, роман был переведён на русский язык и напечатан в журналах «Отечественные записки» («Духовное господство. Рим в XIX веке») и «Всемирный труд» («Иго монахов, или Рим в XIX столетии»). В этом же году вышел и другой его роман — «Доброволец Кантони» (итал. Cantoni il volontario).
В августе 1870 года, в связи с началом франко-прусской войны, из Рима был эвакуирован французский гарнизон. 20 сентября итальянские войска под командованием генерала Кадорна вступили в Рим. Светская власть папы была свергнута. Объединение Италии завершилось. Гарибальди был отстранён от участия в завершающем этапе объединения страны. Более того, во избежание побега, Капрера была блокирована кораблями итальянского флота. Несмотря на такое отношение к Гарибальди итальянского правительства, его слава жила в общественном сознании как Италии, так и всей Европы. Он стал легендой и символом, его считали великим полководцем, способным выиграть самое безнадёжное сражение.

## Франко-прусская война

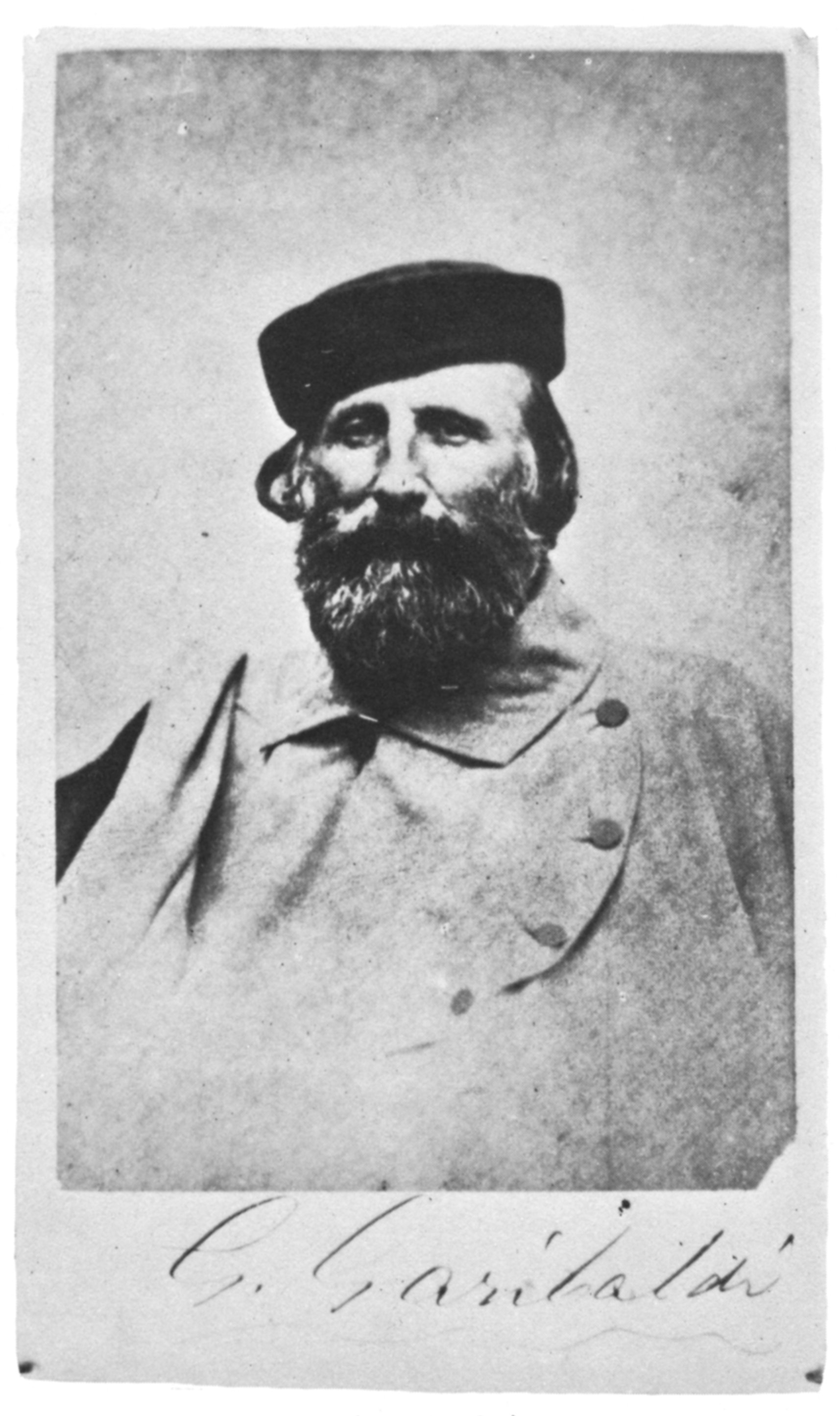
Джузеппе Гарибальди. Фотография 1870 года.

В 1870 году, во время франко-прусской войны, после пленения Наполеона III и падения Второй империи, Гарибальди написал письмо, в котором предлагал свои услуги Правительству Национальной обороны. Первоначально, ответа не последовало. Но соратник Гарибальди по экспедиции Тысячи Жозеф Бордоне обратился министру юстиции Адольфу Кремьё с просьбою принять услуги итальянского революционера и полководца.
Получив ответ Кремьё, Гарибальди, в сопровождении своих сыновей Менотти и Риччотти, выехал в Марсель, а затем отправился в Тур, где находилось Правительство Национальной обороны. После встречи с министром внутренних дел Леоном Гамбеттой, ему поручено было командование над подразделением французских и иностранных волонтёров на востоке Франции, известным как Вогезская армия. Своей главной квартирой Гарибальди 14 октября избрал город Доль, а затем 11 ноября — Отён. Начальником штаба Вогезской армии был назначен Жозеф Бордоне.

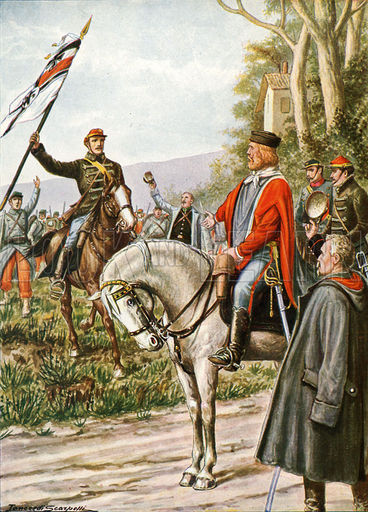
Скарпелли, Танкреди. Гарибальди у Дижона. Иллюстрация к «Истории Италии» Паоло Джудици (1929—1932 годы).

Гарибальди не смог помешать прусскому генералу Вердеру занять 29 октября Дижон. 26 ноября отбил атаку пруссаков при Лантене, но вынужден был отступить. 1 декабря отразил прусское наступление на Отён. 14 января 1871 года Вогезская армия подступила к Дижону. 17 января, узнав о движении Восточной армии генерала Бурбаки, пруссаки оставили город. 21 января Вогезская армия вошла в Дижон. 21—23 января Гарибальди отразил все попытки пруссаков вернуть город. 23 января 4-я бригада его сына Риччотти захватила знамя 61-го Померанского полка — единственное прусское знамя, захваченное во время франко-прусской войны.
Успехи Гарибальди носили локальный характер и не могли повлиять на исход войны, которая закончилась для Франции поражением. Но его армия удерживала Дижон вплоть до заключения 28 января франко-прусского перемирия. На Вогезскую армию условия перемирия не распространялись. Узнав о перемирии, Гарибальди послал в прусский лагерь своего начальника штаба Жозефа Бордоне, с предложением начать переговоры, которое было отвергнуто. В районе Дижона начала сосредоточиваться армия генерала Мантейфеля. 31 января шли бои на левом фланге Вогезской армии. Одновременно, прусские части вошли в долину Соны — возникла угроза прорыва правого фланга Вогезской армии, с последующим заходом в тыл. В ночь на 1 февраля Гарибальди, не принимая боя, провёл организованное отступление из Дижона. Утром город вновь был занят прусскими войсками. Вогезская армия расположилась в районе Отёна, Шаньи, Шалона и Вердена. На момент завершения боевых действий, это была единственная из французских армий которая во время франко-прусской войны понесла минимальные потери и не утратила боеспособность.

Гарибальди как полководца, за его последнюю кампанию, высоко оценивали как среди союзников, так и среди противников. 8 марта 1871 года на заседании Национального собрания французский писатель Виктор Гюго сказал о нём:
...из всех генералов, сражавшихся на стороне Франции, он — единственный, кто не был побеждён.
Прусский фельдмаршал Мантейфель писал в «Истории франко-германской войны»:
Тактика генерала Гарибальди характеризовалась главным образом большой быстротой движений, разумными диспозициями в огнестрельном бою, энергией и огненной стремительностью атаки (отчасти эти качества зависят от характера солдат). Всё это также доказывает, что генерал ни на минуту не забывал цели своего боя, а именно — сбить врага с его позиций путём быстрой, сильной, решительной атаки. Конечно, успехи генерала были успехами частичными; но если бы генерал Бурбаки действовал согласно его советам, Вожская кампания была бы для французов самой счастливой из всех сражений 1870—1871 годов. Высокомерие французского генерала избавило нас от многих затруднений.

## Последние годы
8 февраля 1871 года Гарибальди был избран, не будучи кандидатом, от Парижа, департамента Кот-д’Ор и Ниццы депутатом Национального собрания Франции, заседавшего в Бордо. 13 февраля, во время заседания Национального собрания, Гарибальди отказался от депутатского мандата. При этом он хотел поднять вопрос об оказании помощи солдатам Вогезской армии и членам их семей, а также добиться пересмотра условий Туринского договора 1860 года и возвращения Италии Ниццы и Савойи. Но Гарибальди не дали говорить. 8 марта в Национальном собрании были оглашены результаты выборов в Алжире, где большинством голосов был избран Гарибальди. Избрание было признано недействительным из-за того, что Гарибальди не имел французского гражданства. В знак протеста французский писатель Виктор Гюго публично отказался от депутатского мандата. Гарибальди выехал в Марсель, 10 марта он покинул Францию, 13 марта вернулся на Капреру.

18 марта 1871 года в Париже началось восстание, была образована Парижская коммуна. 24 марта Центральный комитет Коммуны обратился к Гарибальди за помощью и избрал его главнокомандующим Национальной гвардии Парижа. Но Гарибальди, всегда мгновенно откликавшийся на призыв сражаться, не присоединился к коммунарам. В ответном письме с Капреры от 28 марта он, сославшись на состояние здоровья, отказался приехать в Париж и взять на себя командование. Но состояние здоровья было не главной причиной отказа. Гарибальди сочувствовал коммунарам, но видел, что они в меньшинстве и их восстание чревато гражданской войной. Придавая национальным проблемам исключительную важность, он был готов бороться с французами против пруссаков, но не с французами против французов. Своему сыну Риччотти, который был очевидцем событий Парижской коммуны, он писал:
Следи внимательно за начинающимся движением коммун. Если ты увидишь, что оно может привести к возобновлению военных действий против пруссаков, я разрешаю тебе принять в нём участие. И запомни, как только я узнаю на Капрера, что ты присоединился к коммунарам, я немедленно приеду, чтобы быть вместе с тобой. Но если это движение выльется только в борьбу французов с французами — не вмешивайся.

В августе 1872 года посещает Рим. Русский революционер-народник Степняк-Кравчинский так описывает день его приезда в столицу Италии:
Во время своего приезда в Рим, в 1872 году, Гарибальди был не в ладах с правительством. Публика это очень хорошо знала. Знало и правительство. Но никому не было известно, с чем — с войной или с миром — идёт старый диктатор, что ещё более увеличивало тревогу ожидания. Со времён революции 48 года город не находился в таком возбуждении; Буквально весь народ высыпал на улицу. Невозможно описать энтузиазм, с каким был встречен Гарибальди. «Мы были, как сумасшедшие», — вот подлинное выражение участников. И настроение всей этой трёхсоттысячной толпы, выраженное несколькими депутациями, резюмировалось словами: «Generale, che volete?» («Генерал, чего вы хотите?») Между тем войска, полиция — все это куда-то попряталось, исчезло, точно провалилось сквозь землю... Благоразумнее всего было устранить малейший повод к раздражению народа и положиться на благородство и великодушие старого республиканца, каким всегда был и оставался Гарибальди. Расчёт оказался совершенно верным. Выйдя на балкон, Гарибальди сказал:
— Я хочу, чтобы день моего приезда в Рим был днём спокойствия.

И толпа, готовая на всё, по одному его знаку мирно разошлась по домам.
С 1874 года избирался депутатом парламента, но сам не хотел принимать участия в их заседаниях, заявляя, что в парламенте будет выглядеть «экзотическим растением».
В это время Гарибальди жил в своём поместье на Капрере, покидая его очень редко. Занимался сельскохозяйственными работами. Создал ряд проектов хозяйственных усовершенствований, предлагавших колонизацию новых земель, работы по мелиорации римской равнины и осушению болот.
Продолжал и литературно-публицистическую деятельность. Поддерживал активную переписку с множеством корреспондентов. Находился в курсе всех событий. Составил «Политическое завещание» (итал. Testamento politico di Garibaldi, издано в 1891 году), в 1872 году завершил «Мемуары» (итал. Memorie autobiografiche, изданы в 1888 году), в 1874 году создал роман «Тысяча из Марсалы» (итал. I mille di Marsalla), повествующий о его знаменитой Экспедиции.

2 декабря 1874 года депутат парламента Паскуале Станислао Манчини от «Левой» партии предложил назначить Гарибальди ежегодную пожизненную ренту. 19 декабря предложение было одобрено Палатой депутатов. 21 мая 1875 года — Сенатом. 27 мая в «Официальной газете» был напечатан текст нового закона, утвержденного обеими палатами парламента: Гарибальди получал 50 тысяч лир ежегодной пожизненной ренты и, кроме того, проценты с такой же суммы, списанной за счёт государственного бюджета. Первоначально, несмотря на финансовые трудности, Гарибальди отказался от пенсии. Своему старшему сыну Менотти он писал:
...Ты скажешь им, что эти 100 тысяч лир будут жечь мою грудь, как туника Несса. Если я приму эти деньги, я потеряю сон. Мне всё время будет казаться, что кандалы сжимают мои кисти, что руки мои обагрены горячей кровью... Каждый раз, как до меня дойдут вести о правительственных хищениях и страданиях народа, мне придется закрывать лицо от стыда. Приношу глубокую благодарность нашим друзьям и вообще всему парламенту. Что же касается этого правительства, которое добивается обнищания и развращения страны, то пусть оно себе ищет сообщников в другом месте.

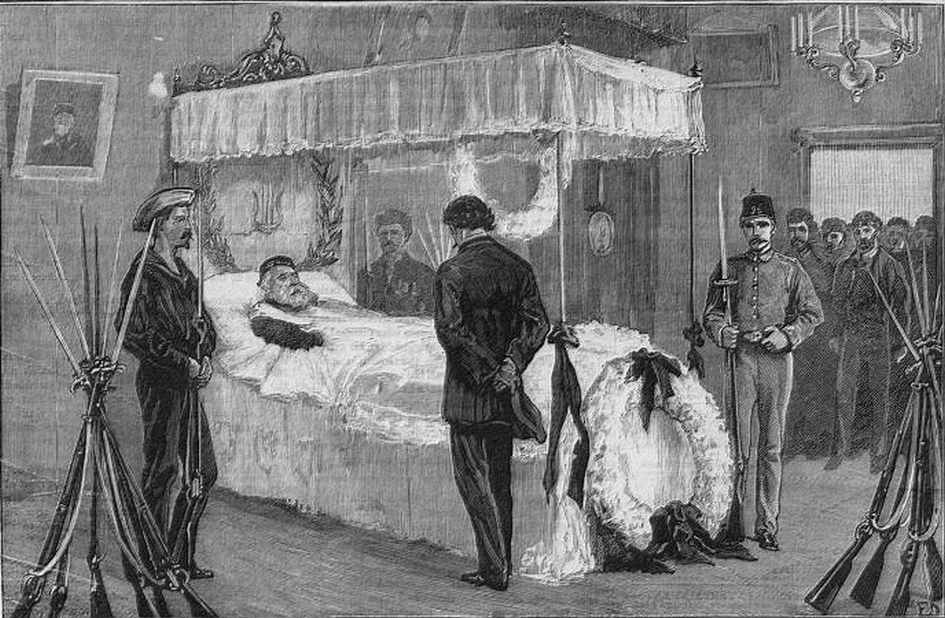
Смерть Гарибальди

В 1876 году, из-за проблем со здоровьем, невозможности расплатиться с долгами и необходимости содержать семью, Гарибальди поддался на уговоры, прибывших к нему на Капреру, Манчини, ставшего министром юстиции, и будущего министра внутренних дел Никотера и согласился, не без колебаний, принять дар государства — 1 миллион лир и ежегодную пенсию в 50 тысяч лир. Гарибальди начали публично критиковать как «правые», так и «левые». Значительные суммы своей пенсии Гарибальди жертвовал на благотворительность.
Незадолго до смерти, будучи тяжелобольным и с трудом передвигаясь, совершил триумфальную поездку на Сицилию, которая ещё раз продемонстрировала его огромную популярность среди простых людей Италии.
Умер 2 июня 1882 года. Похоронен в своём поместье на Капрере. На его смертном одре лежали две книги, которые он держал в руках в момент смерти: томик с изданием поэмы Фосколо «Гробницы» и альбом с портретами 1117 героев сицилийского похода. Его вдове и младшим детям государство назначило ежегодное содержание в 10 тысяч лир.

## Политические идеалы и реалии
Жизненный путь Гарибальди можно разделить на два неодинаковых по своей протяженности периода. Гранью между ними может служить важнейшее событие для всего итальянского народа и для европейской истории — окончательное объединение Италии, которое было целью жизни Гарибальди. Борьбе за освобождение своей родины от власти «тиранов», под которыми подразумевались Австрийская, а после 1849 года и Французская империи, а также папство, он посвятил всю свою жизнь. В «Мемуарах» он писал:
Я привык подчинять любые свои принципы цели объединения Италии, каким бы путём это ни происходило.
Отсюда следует, что нельзя на основании того, что Гарибальди действовал в союзе с теми или иными силами (мадзинистами или монархией во главе с Виктором Эммануилом II) говорить о его принадлежности к этим различным течениям итальянского Рисорджименто. И более того нельзя утверждать, будто бы он когда-либо полностью разделял революционно-демократические или монархические взгляды. Несмотря на то, что Гарибальди не писал теоретических статей и редко выступал в парламенте, всё же можно говорить о наличии у него собственной политической программы.

Он посвятил жизнь «борьбе за Италию объединенную и свободную от деспотизма». Под политической тиранией и деспотизмом он понимал насильственное правление меньшинства. Обращаясь к рабочим Пармы в 1862 году он объяснял это следующим образом: 
Представьте себе, что нас 100 человек. 80 из нас хотят одного правительства, а 20 — другого. 20, которые насилуют волю 80, — это и есть деспоты, тираны.

К вооружённой борьбе против австрийских и французских войск, занявших его родину, он призывал своих волонтёров. Ненависть Гарибальди была направлена и против внутренних деспотов, олицетворением которых он считал папу римского. В папстве Гарибальди видел одно из главных препятствий на пути к объединению и возвышению Италии. Он подчёркивал антинациональную роль папства и католического духовенства, утверждая, что…
...священники — подданные иностранного господства и орудие в его руках.

Будучи масоном, так выражал своё отношение к религии:
Я за веру в Бога, но не за веру в священников, потому что Бог хочет, чтобы все люди стали братьями и были счастливы, а священники вовлекают нас в ад.
На протяжении всей жизни Гарибальди оставался верен своему антиклерикализму, завещая сжечь свой прах, а не хоронить по церковным обрядам, что, однако, не было выполнено.

По утверждению самого Гарибальди, он всегда оставался республиканцем «в сердце», хоть ему не раз и приходилось идти на союз с монархией для достижения своей главной цели — объединения и возвышения Италии. Под республикой он понимал систему управления, поддерживаемую большинством, таким образом, противопоставляя её тирании, при которой народ угнетается находящимся у власти меньшинством. Во взглядах Гарибальди прослеживаются отдельные черты сходства с политической теорией Макиавелли, названного в «Мемуарах», наряду с Данте и Петраркой, одним из…
...наших великих мужей.

Конкретные представления Гарибальди об организации республиканского строя были на первых порах его деятельности ещё очень неопределенны и базировались, в значительной степени, на античных образцах. В своём романе «Клелиа, или Правительство священников» он эмоционально оценивает Древнеримскую республику:
О, Рим! Ты поистине единый, вечный! Некогда ты вознёсся выше человеческого величия, а ныне как ты унижен<…>.

Опасаясь, что деспотия может получить перед республикой «преимущество концентрации власти», Гарибальди на протяжении нескольких десятилетий развивал также своеобразную теорию выборной республиканской диктатуры, которая должна учреждаться в кризисные для нации периоды и на время которой нация всеобщим голосованием передает власть «лучшему из граждан». Теория республиканской диктатуры также подкреплялась у Гарибальди ссылками на диктаторов Древнего Рима. В «Мемуарах» он писал: 
Для того, чтобы добиться согласия между итальянцами, необходима хорошая палка.

На теорию выборной республиканской диктатуры указывал позднее лидер итальянских фашистов Муссолини, утверждая, что он продолжает «гарибальдийскую традицию». Но Гарибальди был противником насильственных мер, подавления личности и преследования инакомыслия. Британский историк Денис Мак Смит пишет: 
Гарибальди, хоть и был сторонником временной диктатуры, не мог желать установления режима, подобного фашистскому.

Что именно Гарибальди понимал под диктатурой и почему считал её необходимой, объясняет его «Политическое завещание»:
В Италии со временем должна быть провозглашена республика, но нельзя доверить её судьбу пяти сотням докторов, которые, оглушив всех своей болтовнёй, приведут страну к гибели.

Здесь он явно осуждает парламентаризм, на своём собственном опыте убедившись в невозможности провести свои проекты и предложения через парламент, депутатом которого избирался много раз. В «Завещании» Гарибальди предлагал ввести диктатуру на время, пока в Италии не утвердится свобода, и самому существованию итальянского государства не будут больше угрожать могущественные соседи, только тогда, по его мнению, диктатуре придётся уступить место республиканскому правительству. Борьба итальянцев за свободу должна была, по представлениям Гарибальди, вестись силами всего народа, всей нации. Он не раз говорил о ней как о борьбе, в которой замолкают частная ненависть и раздоры, и…
...все классы граждан подают друг другу руки<…>чтобы защищать общий дом — свою родину.

Гарибальди, действительно, выступал за союз с различными политическими силами и был готов действовать вместе с правительством Кавура и королём Виктором Эммануилом II на благо Италии, о чём не раз писал, когда его обвиняли в монархизме. Позднее он выступал против раскола в демократическом лагере, предлагая…
...объединить в один кулак различные демократические и рабочие организации, масонские братства и другие общества на основе общего стремления улучшить положение Италии.
Был автором множества прокламаций, обращенных к итальянцам, живущим в различных областях страны, к городскому населению и крестьянам. Он был ближе к народу, чем Мадзини, который встал во главе итальянской интеллигенции. Гарибальди же возглавлял народное крыло в итальянском Рисорджименто, что отмечалось большинством исследователей этого периода истории Италии.
Высоко оценивал Великую Французскую революцию и считал, что Франция привнесла в современное ему общество «принципы справедливости и свободы», и на протяжении многих лет «шла одна во главе цивилизации<…>и распространяла по всему миру свободу<…>».

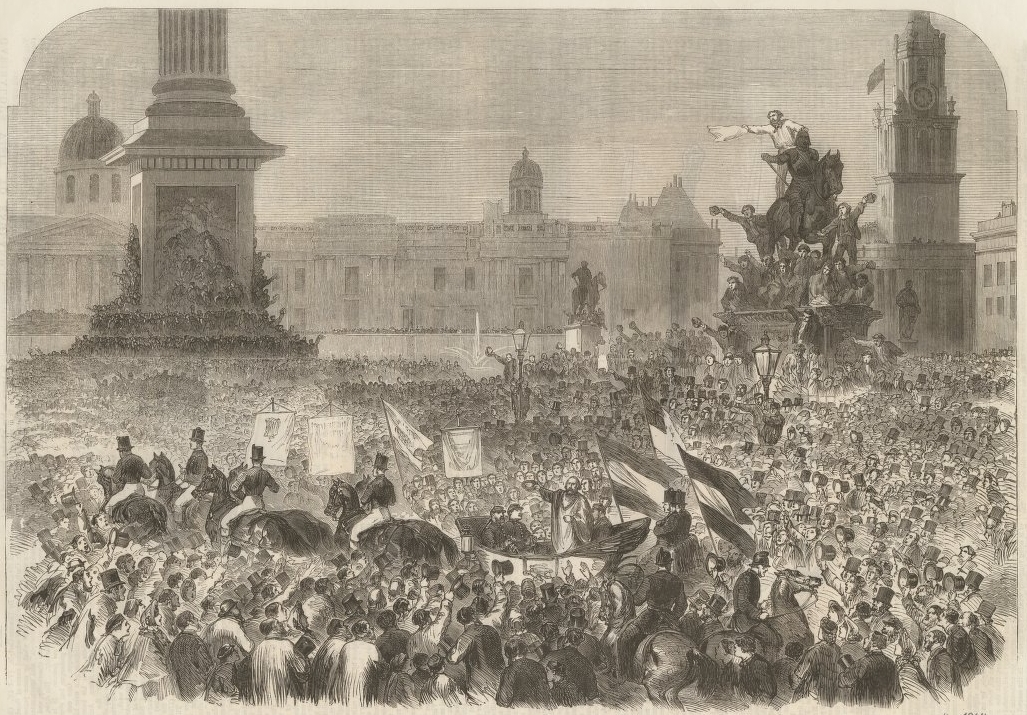
Встреча Гарибальди в Лондоне в 1864 году. Иллюстрация газеты «London news»

Симпатизировал политическому строю США и Великобритании. США он считал образцом свободы, а Великобританию — образцом конституционной монархии, законности и гражданского общества: 
Англичане — единственный народ, который может сравниваться с древним римским<…>содействовали цивилизации и общественному развитию человечества<…>они никому не повинуются, кроме закона, созданного ими самими; у них нет других королей, кроме тех, которых они сами контролируют. Путём бесконечного терпения и упорной законности народ этот сумел примирить правительство и порядок со свободой самоуправляющегося общества.
Был сторонником объединения не только народа внутри страны, но также дружбы между разными нациями, о чём не раз говорил в письмах и воспоминаниях, и что доказал своим примером, сражаясь за республики Уругвай и Риу-Гранде в Южной Америке, а также участвуя во франко-прусской войне на стороне республиканской Франции. Гарибальди, пронёс через всю жизнь веру в братство народов и право на национальное самоопределение, идеи получавшие широкое распространение во второй половине XIX века. Стремясь, чтобы его родина «защищала не только свои права, но и права других народов», он в 1849 году призывал итальянцев «сделать своим делом» судьбу Венгрии, готовил в 1863 году вооружённое выступление в поддержку восставшей Польши, организовывал отряды гарибальдийцев для участия в восстании на Крите, во второй половине 1870-х годов высказывался в поддержку восстаний южных славян.

Политические идеалы Гарибальди были демократическими. Но он не был сторонником революции и склонялся к социальному компромиссу, поэтапному развитию, позволяющему избежать насилия. Придерживаясь, во многом, идеалистических взглядов, Гарибальди, тем не менее, умел действовать как реалист, исходя из сложившейся ситуации. Гарибальди приветствовал создание Первого интернационала, в 1871 году назвал его «Солнцем будущего». Но неприятие революции стало причиной его разногласий с Мадзини и отдалило от революционеров-социалистов. Восхищаясь Гарибальди-полководцем, Карл Маркс и Фридрих Энгельс не раз критиковали Гарибальди-политика. В своём обращении к итальянскому народу в 1874 году Первый интернационал осудил Гарибальди: 
Не слушайте Гарибальди. Социализм такой, каким он его себе представляет, сомнителен. То, что он называет преувеличениями социалистов, на самом деле является нашими основными принципами... Он хотел бы, чтобы ассоциации рабочих были бы только обществами взаимной помощи. Тогда они превратились бы в мелкие и узкие группы, над которыми смеялась бы буржуазия... Итальянские пролетарии, вперёд!

Мечта о братстве народов превратила Гарибальди в убеждённого борца за мир, хотя сам большую часть жизни провёл в войнах. Вот что писал он об этом в 1870 году: 
Будучи сторонником мира и дружбы между народами, я оказываюсь вновь вынужденным браться за оружие, что противоречит моим принципам.<…>Я не люблю войну, это слёзы угнетённых заставили меня взяться за оружие.

Его стремление к миру было так велико, что для его обеспечения он даже написал письмо Бисмарку с предложением создать мировой арбитраж: 
Пусть в Женеву, место заседаний арбитража, каждое государство пришлёт своих делегатов.
1. Война между народами невозможна.
2. Все разногласия между ними решает мировой арбитраж.
Объединение Италии, вопреки надеждам Гарибальди, не принесло ни морального, ни материального улучшения для большинства её населения. Внутренние социальные проблемы обострились. Понимая это, Гарибальди пытался найти решение, составив программу действий, один из вариантов которой 12 августа 1872 года был напечатан в миланской «Красной газете» (итал. Rosso giornale). Этот документ был первым опубликованным выражением политической концепции Гарибальди после окончательного объединения Италии. Прежде всего он настаивал на «духовном освобождении» от влияния католической церкви, считая, что необходимо запретить религиозные корпорации в Риме. По его мнению, религиозные суеверия народа могут быть рассеяны с помощью повышения уровня грамотности. Поэтому он предлагал сделать образование обязательным и бесплатным. Также он считал, что духовное освобождение должно быть дополнено улучшением материального положения рабочих. Для этого он требовал усовершенствовать систему налогообложения, отменив соляной и другие налоги на предметы широкого потребления, и ввести единый налог. Гарибальди понимал, что для уменьшения налогов необходимо сократить государственные расходы. В 1880 году, в более позднем варианте своей программы, он конкретизировал этот пункт, указывая, что надо: уменьшить государственные пенсии; сократить военные расходы и вместо постоянной армии создать «национальную милицию»; привлечь к работе духовенство, на содержание которого уходят большие денежные суммы; предоставить избирательное право всем грамотным итальянцам. Позиция Гарибальди стала центральной в программе «Крайне левой» партии во время реформы избирательного права. Критерий образования возьмёт за основу комиссия, работающая над проектом этой реформы в 1882 году, когда право голоса вместо 600 тысяч (2 %) получило 2 миллиона (7 %) итальянцев. Положения политической программы Гарибальди использовалась «Конгрессом Рабочих» и «Демократической Лигой» в 1870—1880-е годы, а также «Левой» партией, которая пришла к власти в 1876 году.
Гарибальди был ярым защитником гражданских прав. В своей программе 1880 года он писал о необходимости защищать свободу слова, печати и собраний. Был приверженцем отмены смертной казни, о чём упоминал в письмах. В 1870-е годы его мечта о республике конкретизировалась в представление о том, какой она должна быть: он был сторонником буржуазно-демократической республики с развитым местным самоуправлением, политическими свободами и равенством всех перед законом. Однако никогда не призывал к социальной революции. Намеченные им преобразования должны были осуществляться мирным путём.

Но Гарибальди разочаровался и в возможности провести свои предложения через парламент. Даже после прихода к власти «Левой» партии он столкнулся с сопротивлением против его проектов. В 1880 году он отказался от депутатского мандата, потому что…
...не может быть в числе законодателей в стране, где попирается свобода, а закон применяется только для того, чтобы гарантировать свободу иезуитам и врагам объединения Италии.
«Левое» правительство Депретиса ещё при жизни Гарибальди начало проводить ряд демократических реформ: были изданы законы о светской школе и гражданском браке, которые несколько ограничили позиции церкви; в 1879 году введено обязательное начальное образование; в 1880 году ликвидирован налог на помол зерна. Но Гарибальди надеялся на более интенсивные преобразования.

После завершения Рисорджементо продолжал выступать за «неделимую Италию», под которой теперь понимал присоединение Триента, Южного Тироля и Триеста, создав предпосылки для ирредентистского движения, основанного его старшим сыном Менотти в 1878 году. Считал естественным, что итальянское влияние должно стать господствующим в Тунисе, близко расположенном от Сицилии. Но осудил захват Туниса Францией в 1881 году. 9 марта 1882 года писал Лео Таксилю: 
Итак, кончено! Ваша республика больше никого не обманет. Любовь и почтение, которое мы к ней чувствовали, сменились презрением. Ваша тунисская война — позорна... Ваши знаменитые генералы, которые позволили пруссакам впихнуть себя в вагоны для скота и возить по Германии после того, как покинули и отдали врагу полмиллиона своих храбрых солдат,— сейчас эти генералы хвастливо проявляют свою «доблесть» в отношении слабого тунисского народа, который ничем им не обязан и ничем их не оскорбил. Читали ли Вы их телеграммы, торжественно возвещающие: «Главнокомандующий генерал такой-то завоевал, генерал такой-то совершил блестящую облаву — разрушил три деревни, срубил 1 тысячу финиковых деревьев, похитил 200 быков, зарезал 1 тысячу овец, реквизировал 2 тысячи кур» и т. д. Недоставало ещё, чтобы они имели бесстыдство поместить эти телеграммы в прекрасную историю Франции, откуда пришлось бы выметать их грязной кухонной метлой.

Был убеждён, что новая Италия должна играть в Европе заметную роль, что Италия униженная, осмеянная, низведённая до положения туристической области, должна остаться воспоминанием. По этому поводу он писал: 
Наши австрийские и французские соседи должны понять, что времена их прогулок по нашей прекрасной стране навсегда ушли в прошлое.
До последних своих дней Гарибальди защищал единство и процветание своей родины и оставался патриотом Италии.

## Личная жизнь
Жёны:

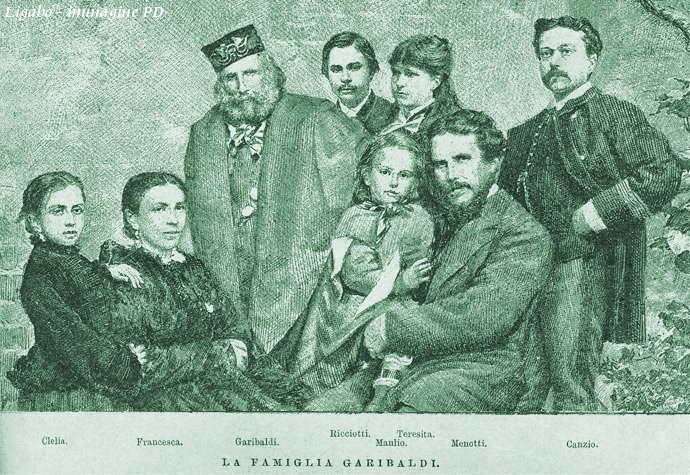
Семья Гарибальди в 1878 году

- с 26 марта 1842 года Анита Рибейру (1821—1849)
- с 24 января 1860 года Джузеппина Раймонди[итал.] (1841—1918) — брак фактически расстроился сразу в день свадьбы, был признан недействительным только в 1879 году.
- с 26 января 1880 года Франческа Армосино[итал.] (1848—1923)

Дети:

от Аниты Рибейру:
- Менотти (1840—1903)
- Роза (1843—1845)
- Тереза[итал.] (1845—1903) — в 1860 году вышла замуж за соратника отца Стефано Канцио[итал.] (1837—1909).
- Риччотти (1847—1924)

от Франчески Армосино:
- Клелия[итал.] (1867—1959)
- Роза (1869—1871)
- Манлио[итал.] (1873—1900)

от Баттистины Равелло (внебрачный):
- Анна-Мария (1859—1875) — получила фамилию отца, умерла от менингита.

Женщинами Джузеппе Гарибальди в 1850—1860-е годы называют английскую леди Эмму Робертс, итальянскую графиню Марию Мартинику делла Торре, внучку наполеоновского маршала Иохима Мюрата Паолину Пеполи, англо-итальянскую революционерку и писательницу Джесси Уайт и англо-немецкую писательницу Марию Эсперансу фон Шварц. 

## Гарибальди и масонство
В Монтевидео в 1844 году вступил в масонскую ложу «Убежище в добродетели» (исп. Asilo de la Virtud). 11 марта 1862 года в Турине возведён в степень великого державного генерального инспектора (33°) Древнего и принятого шотландского устава. В 1864 году был великим мастером Великого востока Италии. Масонами были его соратники и единомышленники: Джузеппе Мадзини, Франческо Криспи, Нино Биксио, Джакомо Медичи, Иштван Тюрр.
25 октября 1876 года, незадолго до своего разочарования в египетском масонстве и обращения в католицизм, великий иерофант Восточного устава Мемфиса Сальватор Авентюр Золя жалует 95° и 96° этого устава, вместе с пожизненным титулом великого мастера Державного святилища Египта Джузеппе Гарибальди, в чьих войсках он ранее сражался в Италии. В 1881 году Джузеппе Гарибальди, являвшийся великим иерофантом Восточного устава Мемфиса и, одновременно, великим иерофантом Египетского устава Мицраима, выступил инициатором объединения двух египетских уставов, которое произошло в 1889 году, через семь лет после смерти Гарибальди. С этого момента отсчитывает свою историю Устав Мемфис-Мицраим.

## Награды
- Великий офицер Савойского военного ордена (16 января 1860)[54]
- Золотая медаль «За воинскую доблесть» (май 1859)
- Медаль «Памяти Экспедиции Тысячи»
- Медаль «В память компаний войны за независимость»
- Медаль «За заслуги в освобождении Рима»

## Память
- Именем Джузеппе Гарибальди названы пять кораблей итальянского военно-морского флота: в 1860 году — пароходофрегат[итал.]; в 1899 году — броненосный крейсер[итал.]; в 1936 году — лёгкий крейсер[итал.]; в 1961 году — ракетный крейсер[итал.]; в 1983 году — авианосец.
- Во время гражданской войны в Испании 1936—1939 годов в честь Джузеппе Гарибальди были названы интернациональный батальон и 12-я[исп.] интернациональная бригада, воевавшие на стороне Второй Испанской Республики.
- Партизанские отряды, действовавшие в Италии в период оккупации страны нацистской Германией в 1943—1945 годах назывались гарибальдийскими бригадами.
- 2 декабря 1943 года в районе черногорского города Плевля из итальянцев, перешедших на сторону югославских партизан, была сформирована Итальянская партизанская дивизия «Гарибальди».
- ЦК Итальянской коммунистической партии учредил медаль «Гарибальди».
- В честь Гарибальди назван вид помацентровых рыб — Hypsypops rubicundus.
- На западе Канады в честь Джузеппе Гарибальди в 1860 году назван вулкан (высота 2 678 м) в 80 км к северу от Ванкувера.
- 26 мая 1961 года на юго-западе Москвы в честь Джузеппе Гарибальди была названа улица. Также, в его честь названы улицы в Харькове, Ростове-на-Дону, Таганроге, Рыбинске и Дербенте.
- В Казахстане есть и по ныне (2022 год) улица в его честь (г. Караганда, 49.794024° 73.121245°)
- 2 июня 1961 года в Таганроге был установлен единственный в СССР памятник Джузеппе Гарибальди.
- 3 сентября 2007 года в Одессе открыт «Центр истории и культуры Италии имени Джузеппе Гарибальди».

### Памятники

Памятники Джузеппе Гарибальди
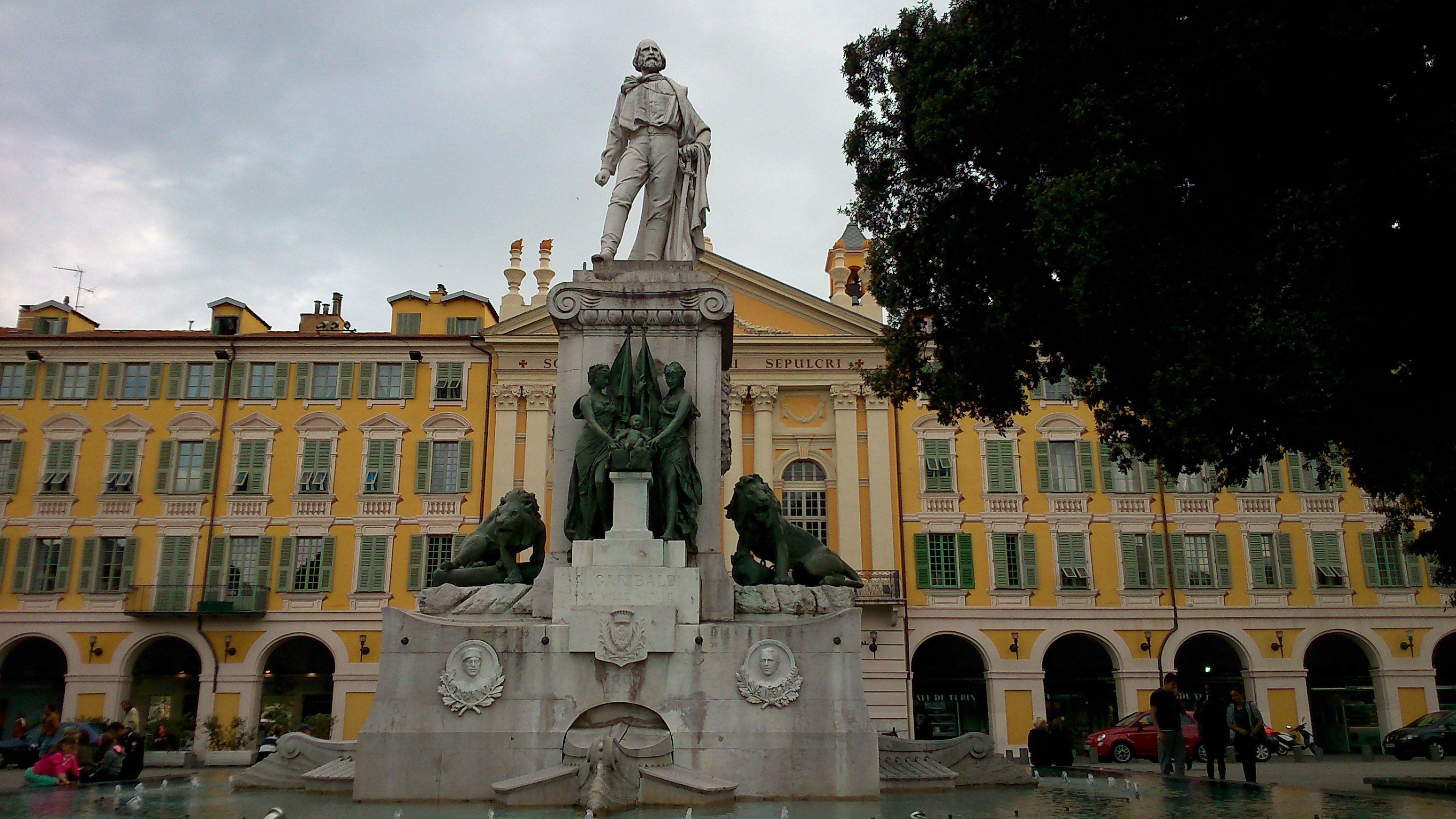
Памятник в Ницце
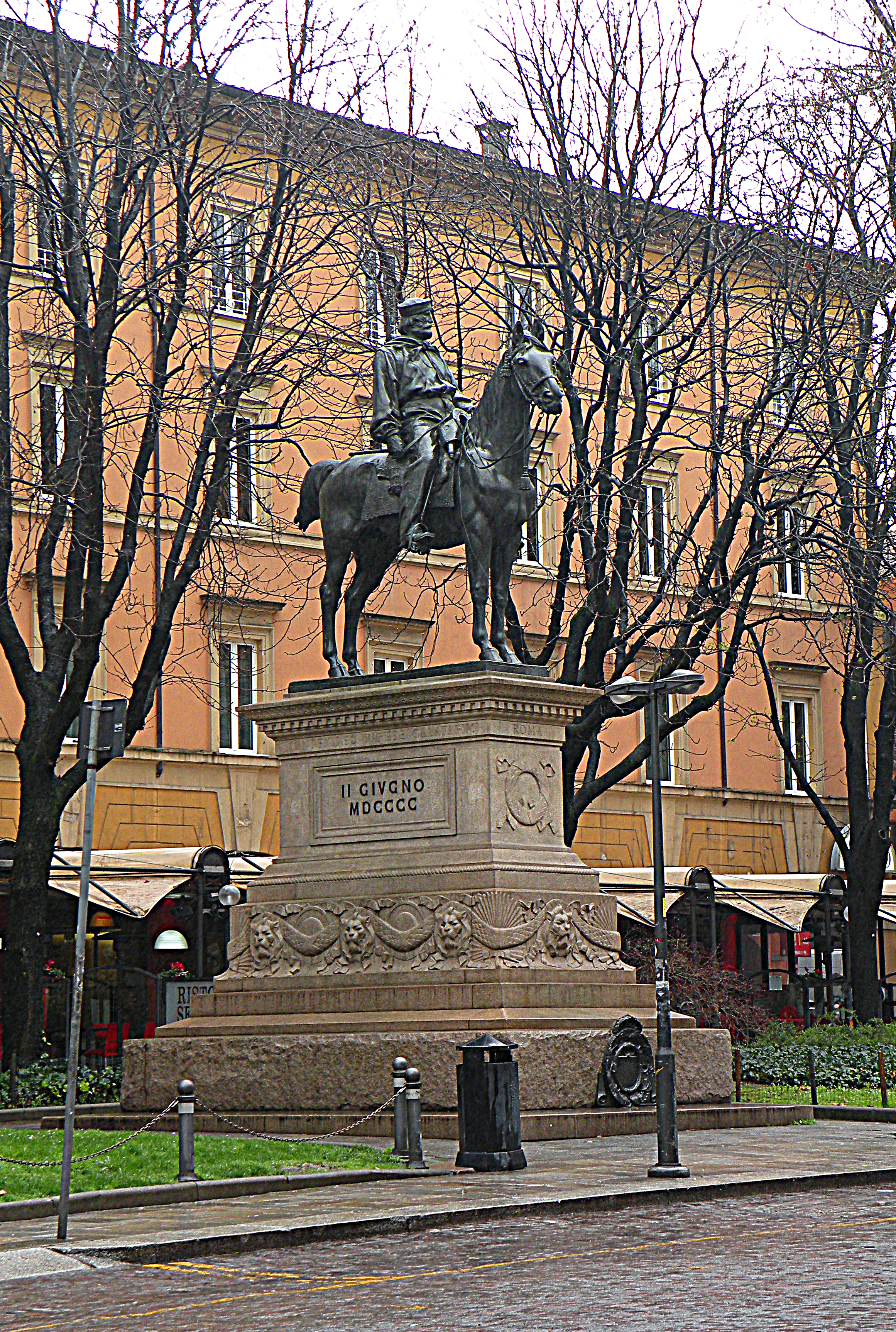
Памятник на проспекте Независимости в Болонье
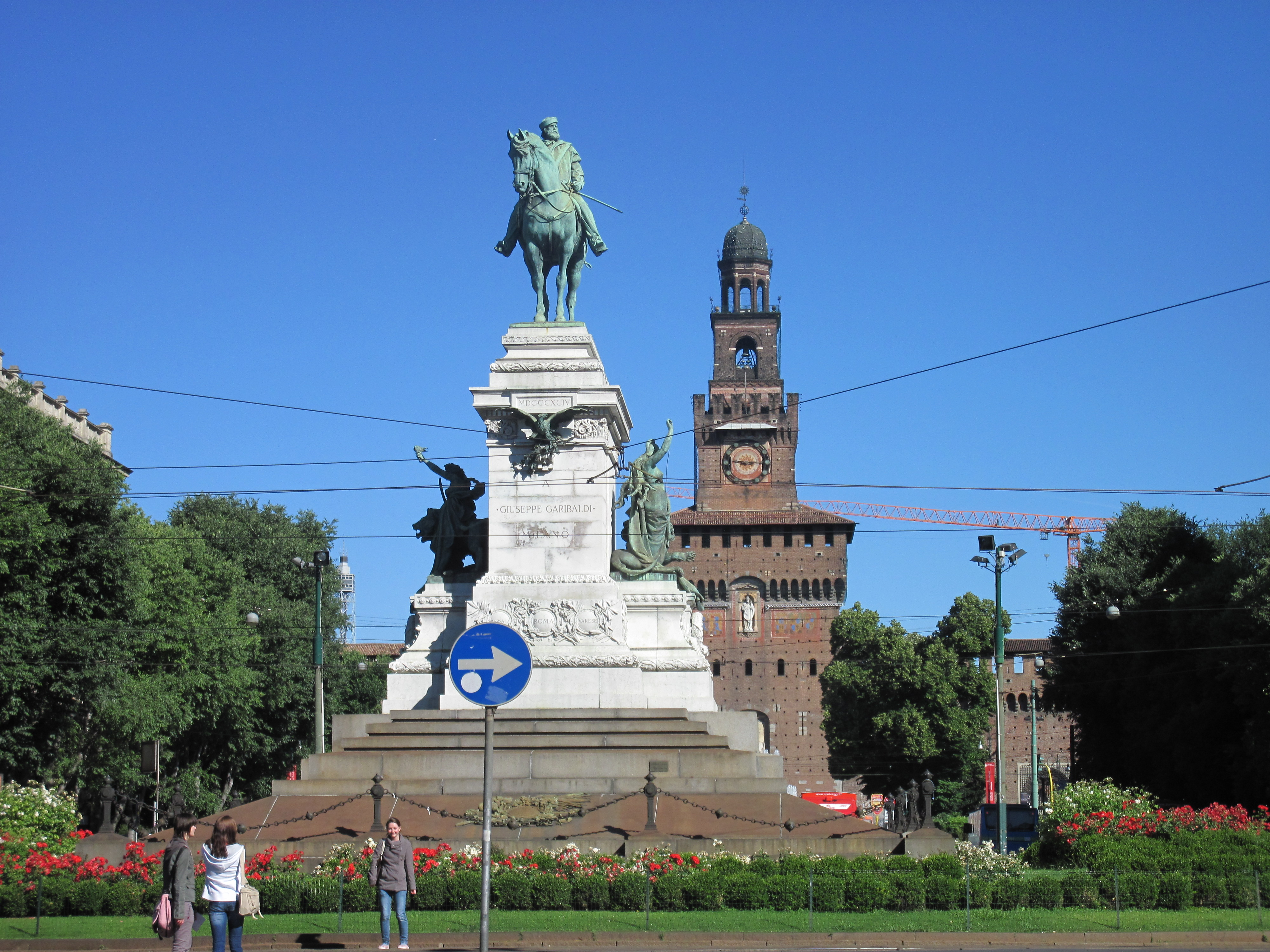
Памятник перед замком Сфорца в Милане
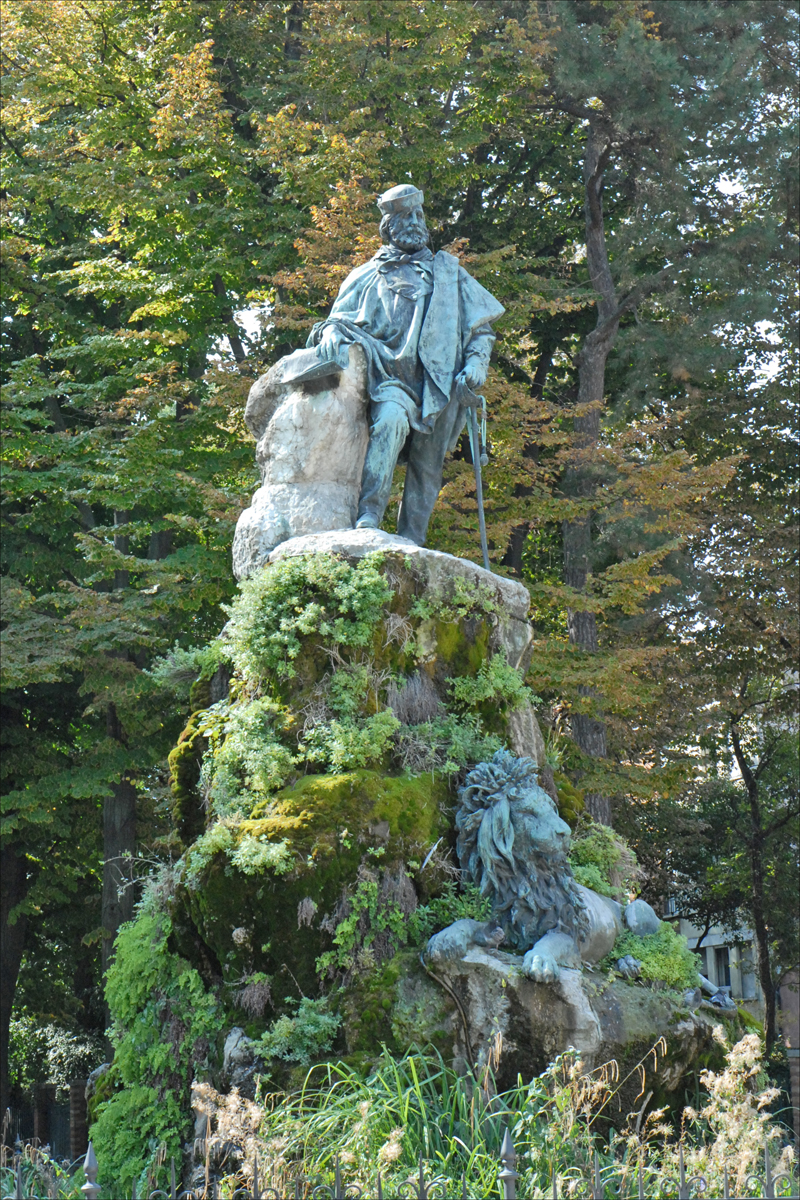
Памятник в Венеции
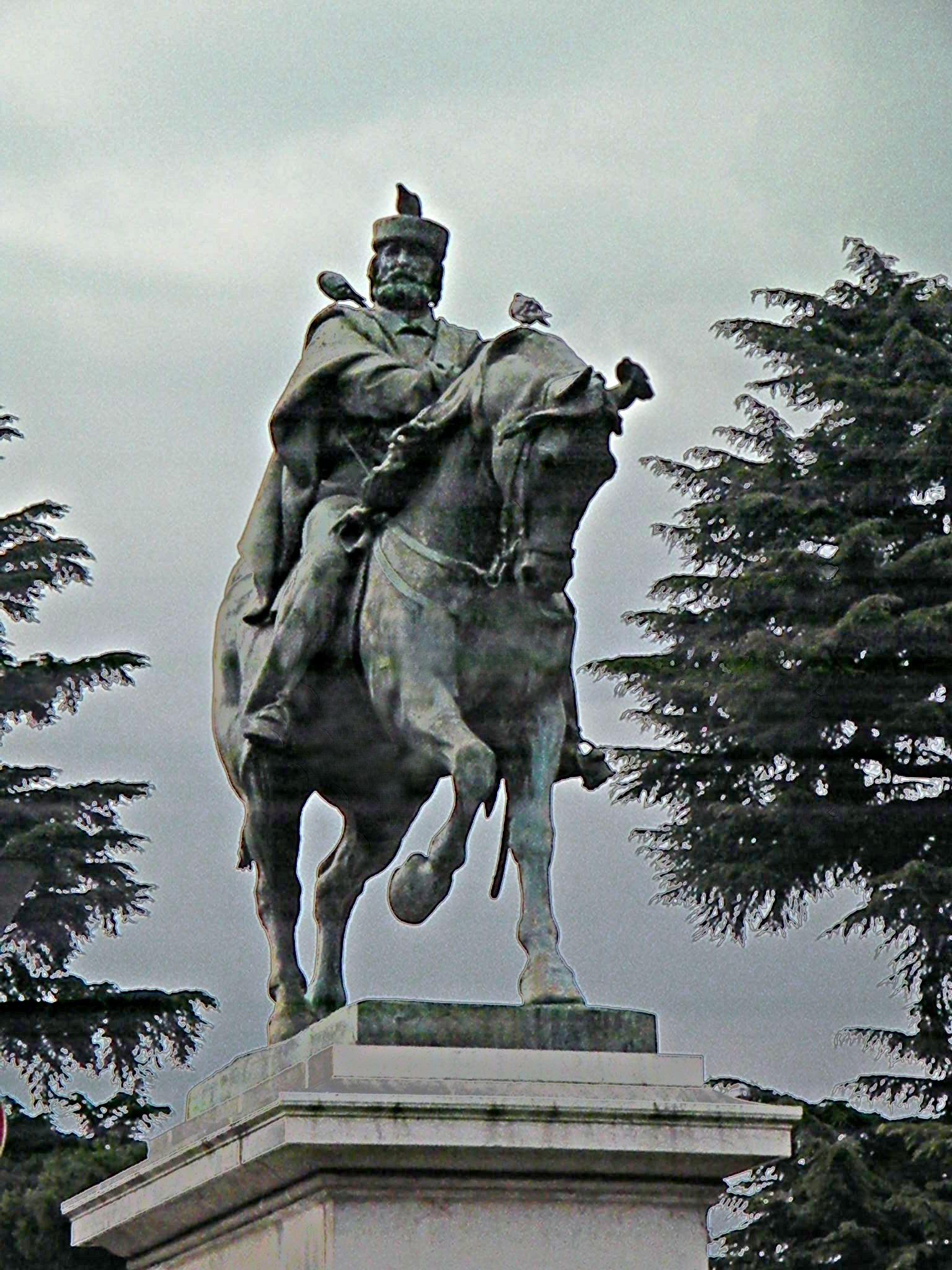
Монумент в Бергамо
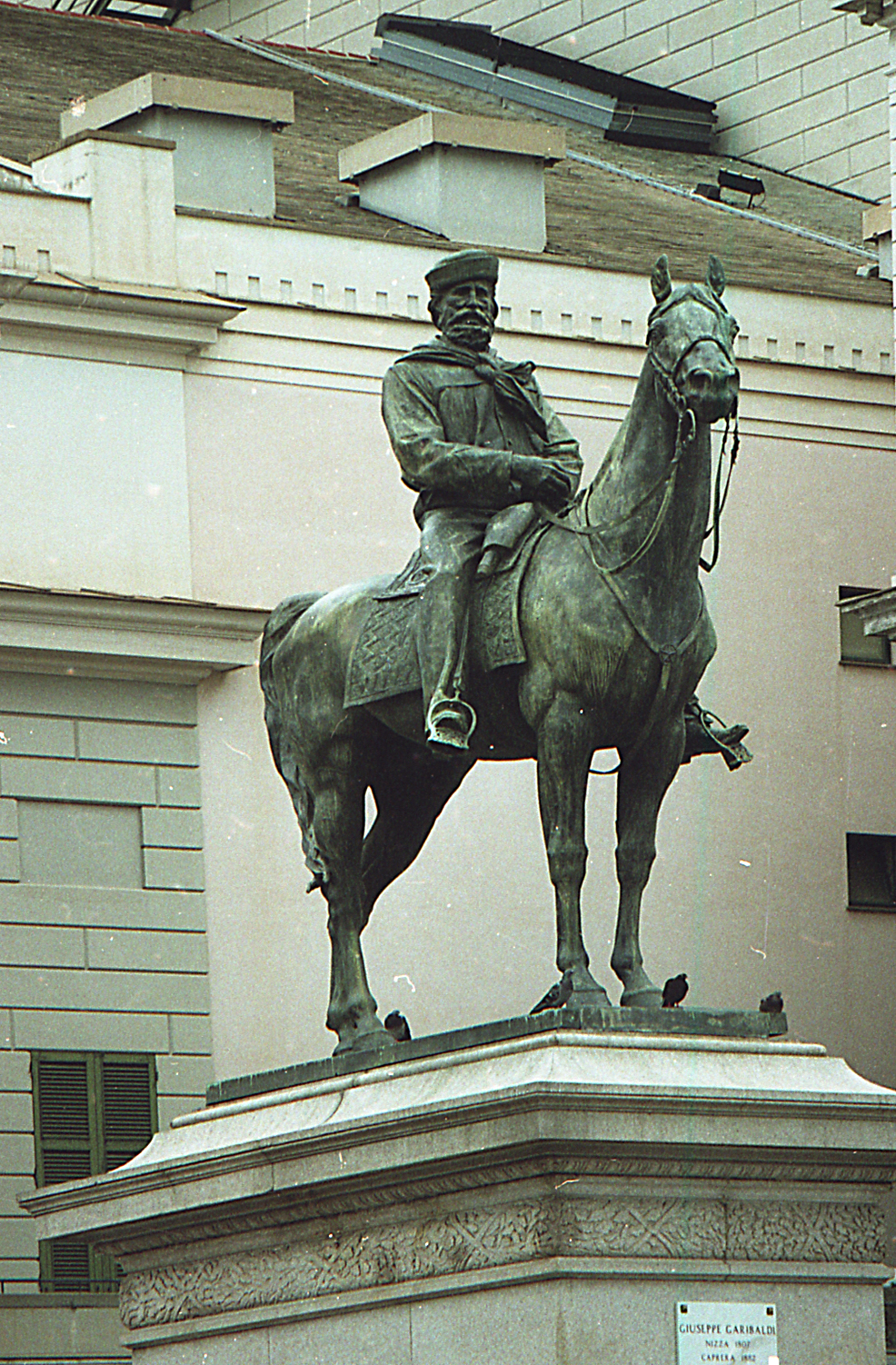
Монумент в Генуе
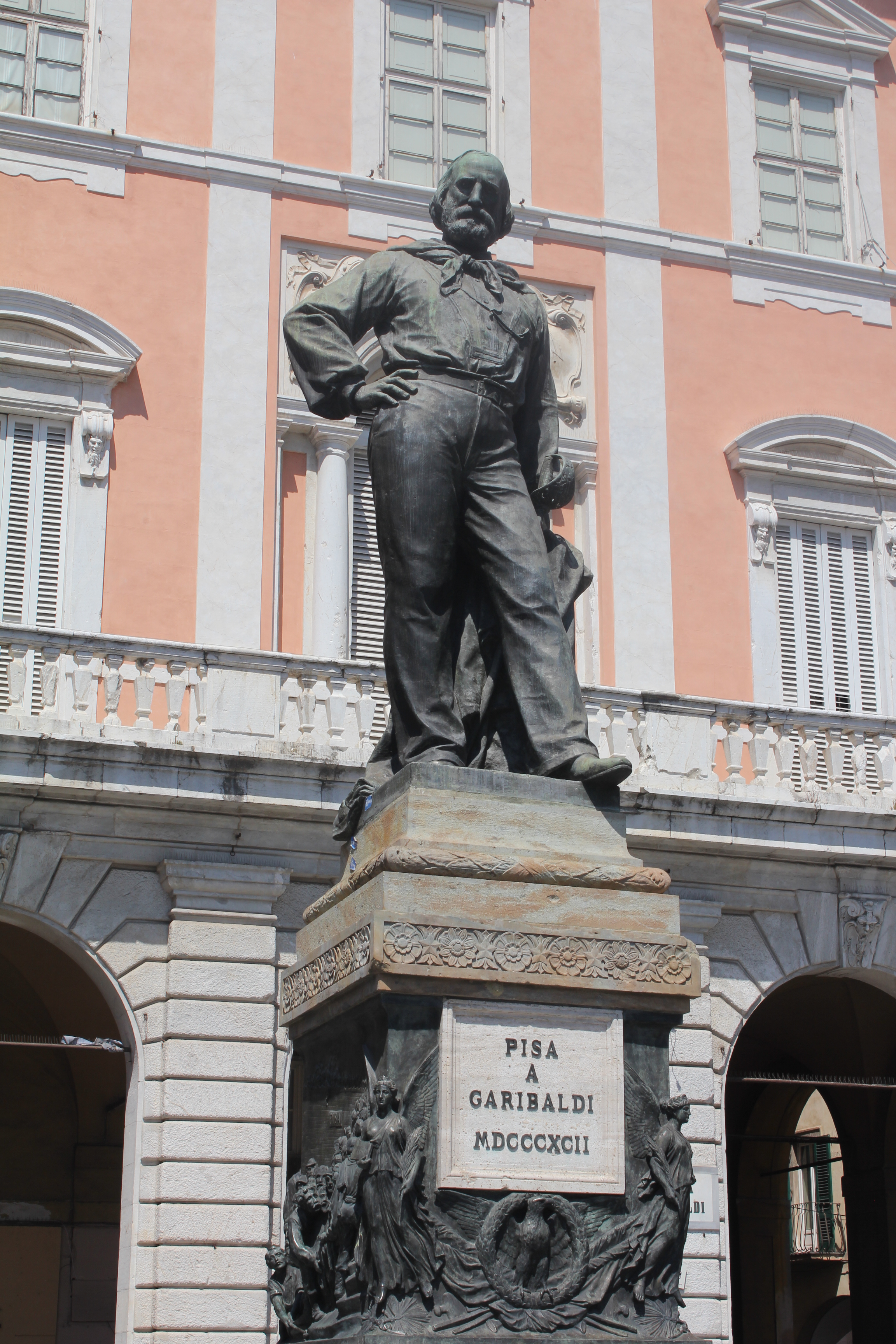
Памятник в Пизе
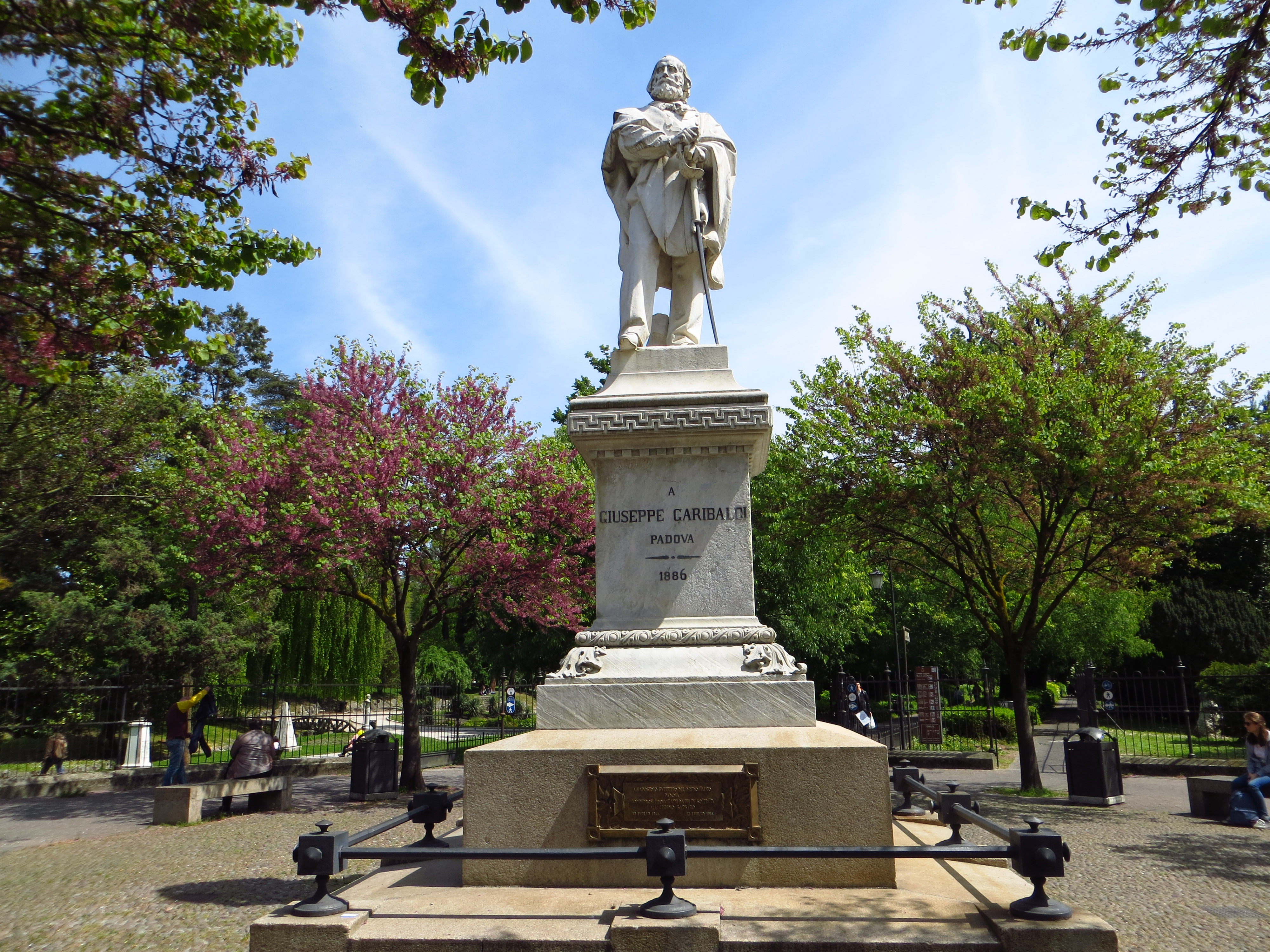
Памятник в Падуе
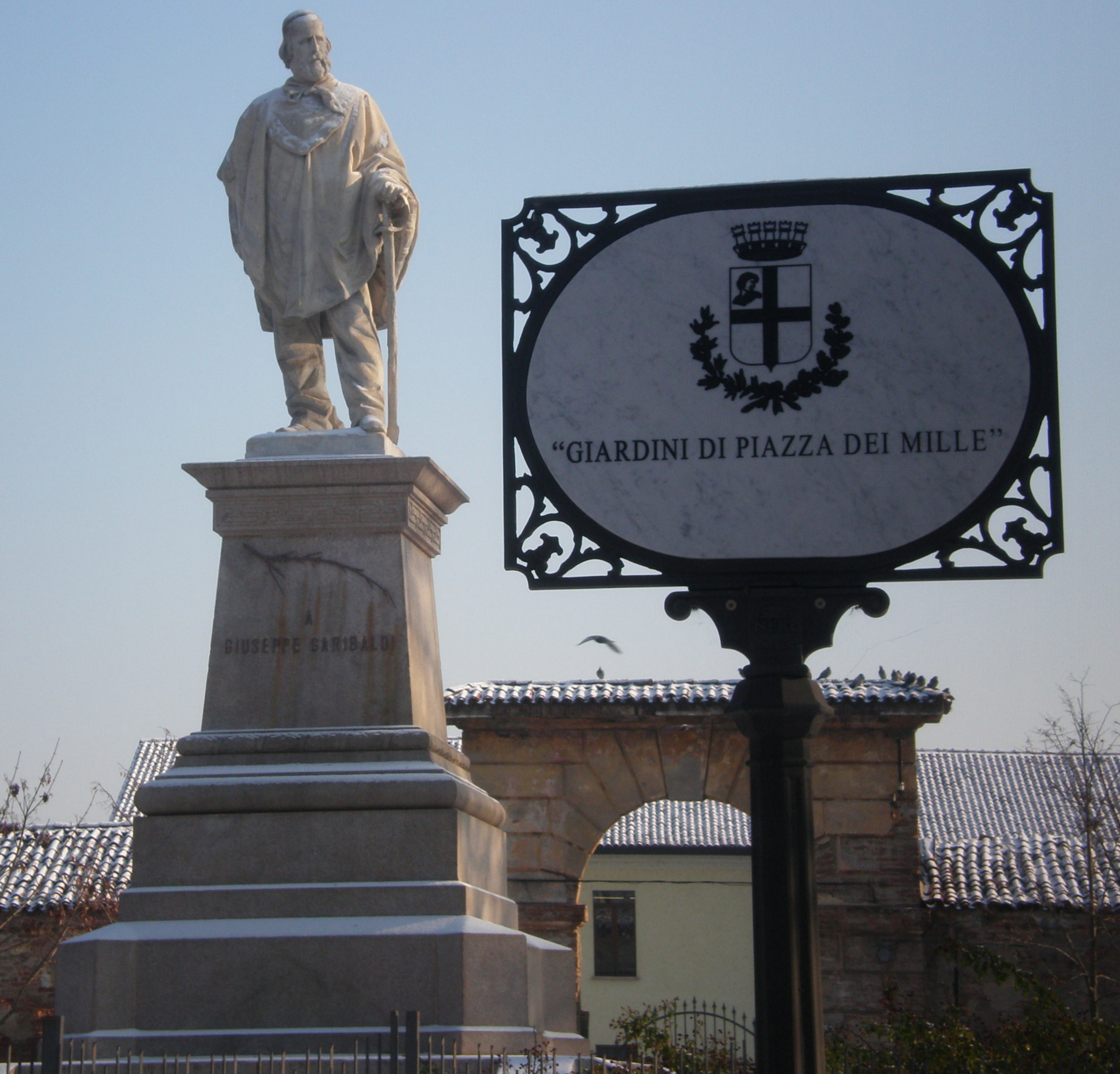
Памятник в Мантуе
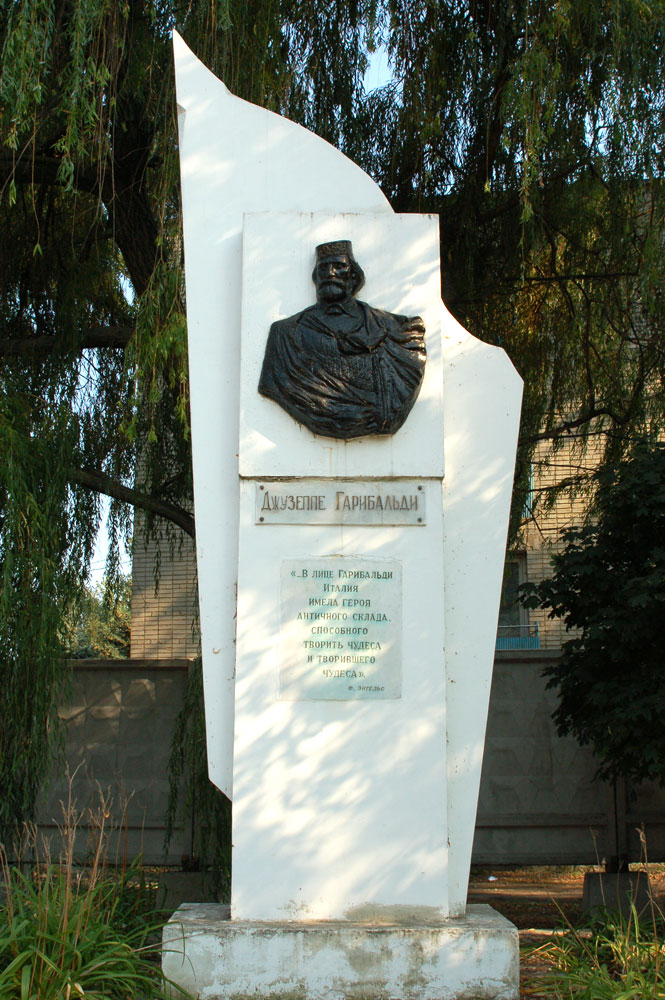
Памятник в Таганроге

### В филателии

Почтовые марки
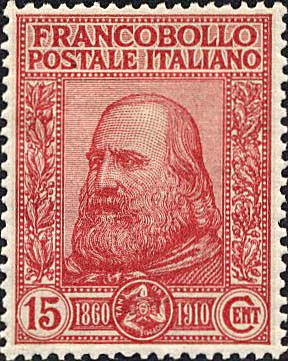
Почтовая марка Италии, 1910 год, 15 чентезими  (Mi #96; Yt #85)
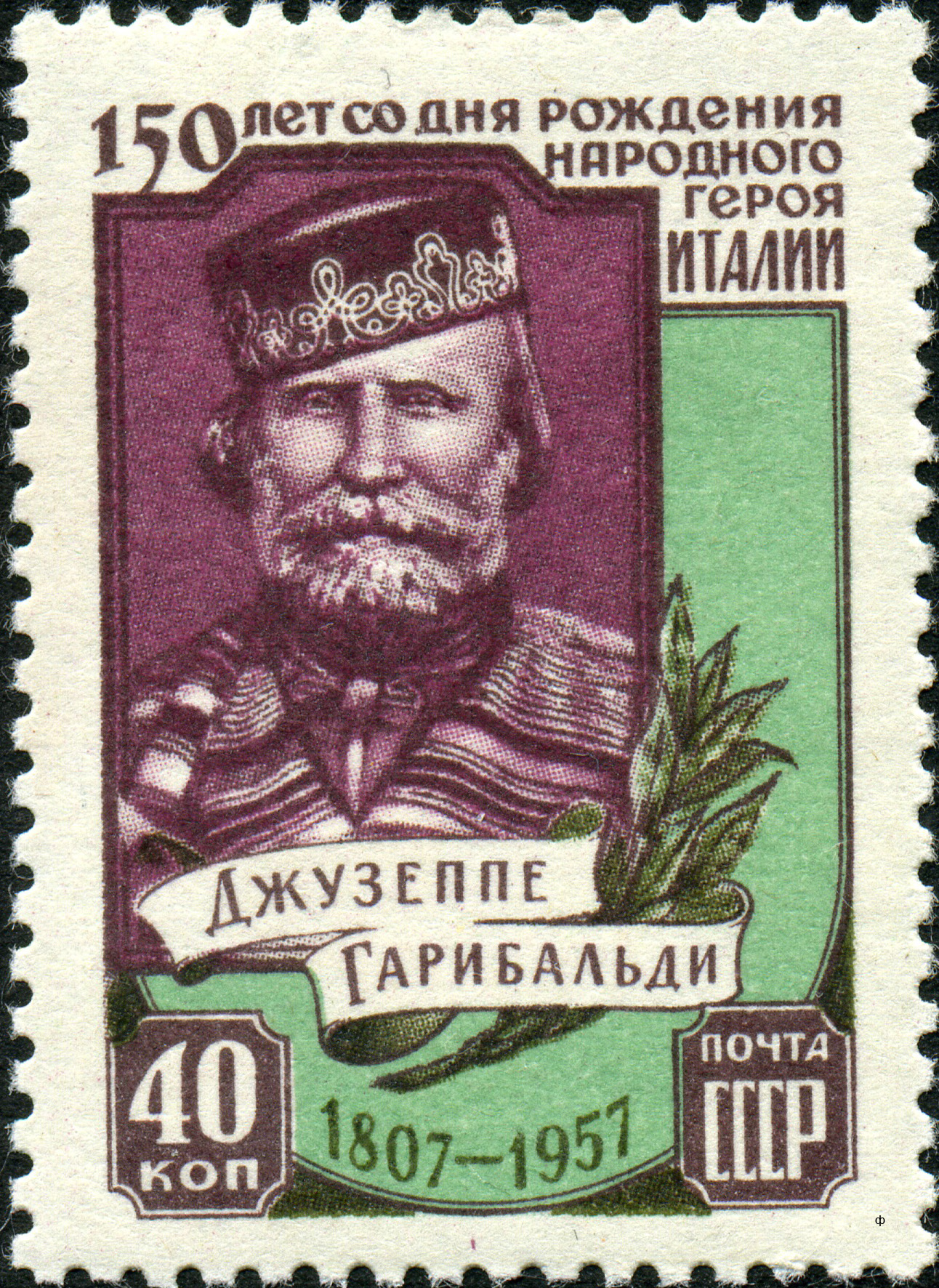
Почтовая марка СССР, 1957 год
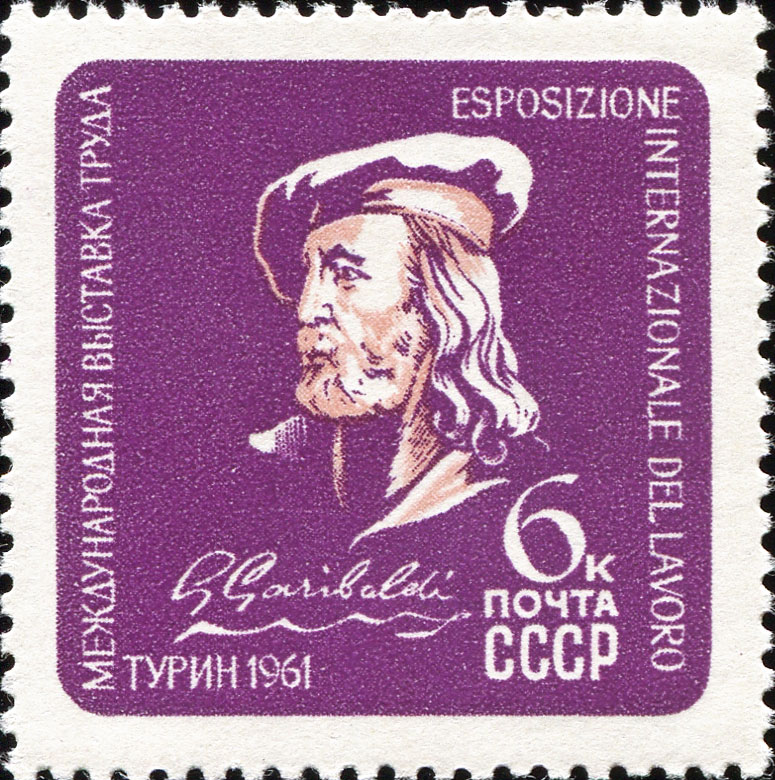
Почтовая марка СССР, 1961 год
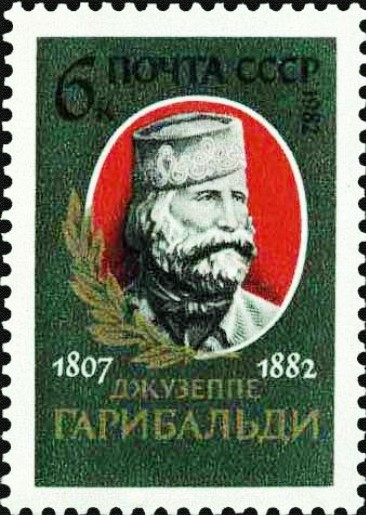
Почтовая марка СССР, 1982 год

### В нумизматике
В 2005 году в Светлейшая Республика Сан-Марино выпустила памятную монету достоинством в 2 евро в честь 200 лет со дня рождения Джузеппе Гарибальди.

Памятная монета Сан-Марино, 2007 год

### В кино
- «Гарибальди» — режиссёр Марио Казерини (Италия, 1908)
- «Маленький гарибальдиец[итал.]» — режиссёр Филотео Альберини (Италия, 1909)
- «Анита Гарибальди» — режиссёр Марио Казерини (Италия, 1910)
- «Гарибальди в Марсале» (Италия, 1912)
- «Тысяча» — режиссёр Альберто Дельи Аббати (Италия, 1912)
- «Гарибальди, герой двух миров» (Италия, 1926)
- «Гарибальди и его время» — режиссёр Сильвио Лауренти Роса[итал.] (Италия, 1926)
- «Анита, или Роман о любви героя двух миров» — режиссёр Альдо де Бенедетти (Италия, 1927)
- «1860. Тысяча Гарибальди» — режиссёр Алессандро Блазетти (Италия, 1934)
- «Гарибальдиец в монастыре» — режиссёр Витторио Де Сика (Италия, 1942)
- «Красный плащ» — режиссёры Гоффредо Алессандрини и Франческо Рози (Италия, 1952)
- «Леопард» — режиссёр Лучино Висконти (Италия, 1960)
- «Да здравствует Италия!» — режиссёр Роберто Росселини (Италия, Франция, 1961)
- «Молодой Гарибальди» — режиссёр Франческо Рози (Италия, 1974)
- «Гарибальди» (короткометражный) — режиссёр Хосе Амбрис (1986)
- «Таинственный узник» — режиссёр Валериу Гажиу (СССР, «Молдова-фильм», 1986)
- «Генерал[итал.]» (телесериал) — режиссёр Луиджи Магни[итал.] (Италия, 1987)
- «Герой двух миров[итал.]» — режиссёр Гвидо Манули[итал.] (Италия, 1994)
- «Дом семи женщин[порт.]» (телесериал) — режиссёры Джейм Монжардим и Маркос Шиштмен[порт.] (Бразилия, 2003)
- «Великая тысяча[итал.]» — режиссёр Стефано Реали[итал.] (Италия, 2006)
- «Анита — жизнь ради Гарибальди[итал.]» — режиссёр Аурелио Гримальди[итал.] (Италия, 2009)
- «Генерал разбойников[итал.]» (сериал) — режиссёр Паоло Поэти[итал.] (Италия, 2012)

## Сочинения
- Гарибальди Д. Мемуары. М., 1966.
- Гарибальди Д. Иго монахов или Рим в XIX  столетии. СПб., 1870.
- Гарибальди Д. Дамоклов меч и гордиев узел. М., 1876.
- Гарибальди Д. Записки Иосифа Гарибальди. Т. 1—2. СПб., 1860—1861.
- Гарибальди Д. Мои мемуары. М., 1931.

### Иностранная литература
- Giuseppe Garibaldi. Mitteilungen aus seinem Leben (zweite ausgabe). Hannover, 1855;
- Elpis Melena. Garibaldis Denkwürdigkeiten. Hamburg, 1861;
- Vecchi. Garibaldi auf Caprera. Leipzig, 1862;
- Delvan. Garibaldi, vie et aventures 1807—1859. Paris, 1867;
- Balbiani. Scene storiche della vita politica e militare di Giuseppe Garibaldi. Milano, 1872;
- Bent. Life of Garibaldi. London, 1881;
- Giuseppe Guerzoni. Garibaldi con documenti editi e inediti. Torino, 1882;
- Giuseppe Guerzoni. Garibaldi, di Giuseppe Guerzoni… Volume II (seconda edizione). G. Barbèra, 1882.
- Mario. Garibaldi e i suoi tempi. Milano, 1884;
- Epistolario di Giuseppe Garibaldi. Milano, 1885;
- Garibaldi Memorie scritte da sè stesso. Firenze, 1888;
- Gustavo Sacerdote, La vita di Giuseppe Garibaldi: secondo i risultati delle più recenti indagini storiche, Rizzoli & c., 1933.
- Venturi A. Garibaldi in parlamento. Le esperienze di un eroe istintivo alle prese con il meccanismo dellc istituzioni. Milano, 1973.
- Ugo Carcassi, Giuseppe Garibaldi: profilo di un rivoluzionario, Sassari, Carlo Delfino Editore, 2001, ISBN 88-7138-248-X.
- Alexandre Dumas, traduzione di Mino Milani, Le memorie di Garibaldi (quarta ristampa), Mursia, 2005, ISBN 978-88-425-2996-5.
- Mino Milani, Giuseppe Garibaldi (Storia, biografie, diari), Mursia, 2006, ISBN 978-88-425-2997-2.
- Clelia Garibaldi, Mio Padre, Erasmo, 2007.
- Indro Montanelli, Marco Nozza, Giuseppe Garibaldi (Seconda edizione), BUR[итал.], 2007, ISBN 978-88-17-01509-7.
- Carmelo Calci, Garibaldi e i suoi tempi. Immagini dei protagonisti, Bardi Editore, Roma 2008.
- Denis Mack Smith, Garibaldi, Mondadori, 2009, ISBN 978-88-04-45797-8.
- Alfonso Scirocco, Garibaldi. Battaglie, amori, ideali di un cittadino del mondo, Editori Laterza, 2009, ISBN 978-88-420-8408-2.
- Andrea Possieri, Garibaldi, Il mulino, 2010, ISBN 978-88-15-13975-7.
- Mario Isnenghi, Garibaldi fu ferito. Il mito, le favole, Donzelli editore, 2010, ISBN 978-88-6036-503-3.
- Davide Gnola, Il diario di bordo del capitano Giuseppe Garibaldi, Mursia, 2011, ISBN 978-88-425-4373-2.
- Lucy Riall, Garibaldi. L’invenzione di un eroe, traduzione di David Scaffei, Mondadori editore (su licenza Laterza), 2011.
- Arrigo Petacco, Ho sparato a Garibaldi. La storia inedita di Luigi Ferrari, il feritore dell’eroe dei due mondi, Mondadori, 2016. ISBN 9788804659952